# Lista över Upplands runinskrifter
Detta är en lista över Upplands runinskrifter, förkortade U och i nummerordning. Runinskrifterna är listade med information om socken, kommun, uppställningsplats samt typ av föremål eller sten.

## U1-U99

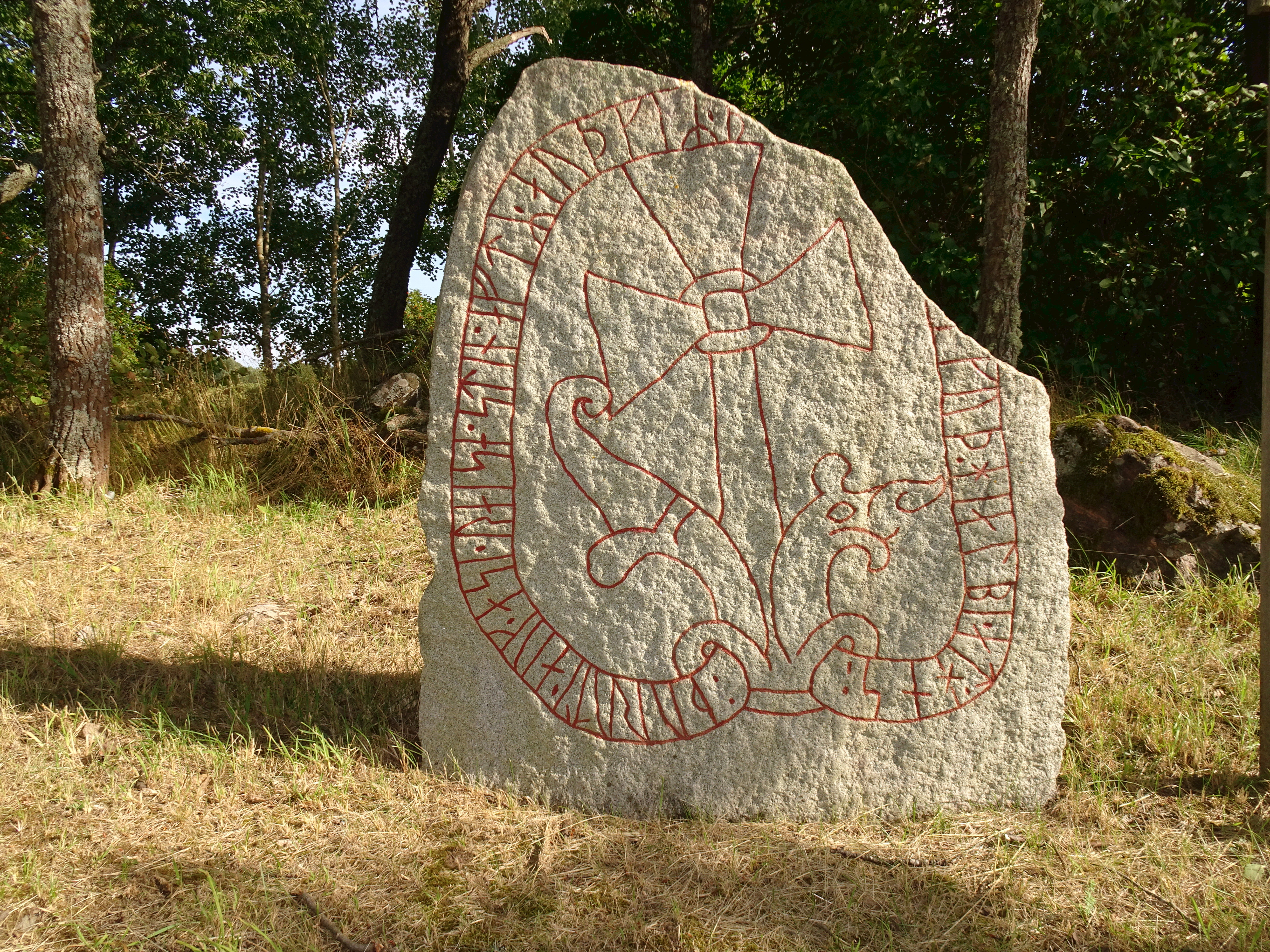
Upplands runinskrifter 17, Skytteholmsstenen

- U 1, Adelsö kyrka, Adelsö, Adelsö socken, Ekerö kommun
- U 2, Adelsö kyrka, Adelsö, Adelsö socken, Ekerö kommun
- U 3, Alsnö hus, Adelsö, Adelsö socken, Ekerö kommun, fragment
- U 4, Björkö, Adelsö, Adelsö socken, Ekerö kommun
- U 5, Björkö, Adelsö, Adelsö socken, Ekerö kommun, fragment
- U 6, Björkö, Adelsö, Adelsö socken, Ekerö kommun, fragment
- U 7, Björkö, Adelsö, Adelsö socken, Ekerö kommun, fragment, hör till U 6
- U 8, Björkö, Adelsö, Adelsö socken, Ekerö kommun,  fragment
- U 9, Björkö, Adelsö, Adelsö socken, Ekerö kommun, fragment
- U 10, Dalby, Adelsö, Adelsö socken, Ekerö kommun
- U 11, Hovgårdsstenen eller Håkanstenen, Hovgården, Adelsö, Adelsö socken, Ekerö kommun
- U 12, Bona, Munsö socken, Ekerö kommun, runhäll
- U 13, Husby, Munsö socken, Ekerö kommun, fragment
- U 14, Österås, Munkudden, Munsö socken, Ekerö kommun
- U 15, Ingeborgsstenen, Ekerö kyrka, Ekerö socken, Ekerö kommun, gravhäll, nu i kyrkans Ingeborgskor
- U 16, Nibble, Ekerö socken, Ekerö kommun
- U 17, Skytteholmsstenen, Skytteholm, Ekerö socken, Ekerö kommun
- U 18, Stavsund, Ekerö socken, Ekerö kommun, runsten
- U 19, Älby, Ekerö socken, Ekerö kommun, runsten
- U 20, fragment inmurade i Färentuna kyrka, Färentuna socken, Ekerö kommun
- U 21, fragment inmurade i Färentuna kyrka, Färentuna socken, Ekerö kommun
- U 22, Kungsberga, Färentuna socken, Ekerö kommun
- U 23, fragment inmurade i Hilleshögs kyrka, Hilleshögs socken, Ekerö kommun
- U 24, fragment, Hilleshögs kyrka, Hilleshögs socken, Ekerö kommun
- U 25, runsten inmurad i Hilleshögs kyrka, Hilleshögs socken, Ekerö kommun
- U 26, inmurad i Hilleshögs kyrka, Hilleshögs socken, Ekerö kommun
- U 27, inmurad i Hilleshögs kyrka, Hilleshögs socken, Ekerö kommun
- U 28, fragment, inmurade i Hilleshögs kyrka, Hilleshögs socken, Ekerö kommun
- U 29, Gerlögs runa, Hillersjö, Hilleshögs socken, Ekerö kommun
- U 30, Kvarsta, Hilleshögs socken, Ekerö kommun
- U 31, Väntholmen, Hilleshögs socken, Ekerö kommun
- U 32, Stenhamra, Stockby, Sånga socken, Ekerö kommun
- U 33, Stockby, Sånga socken, Ekerö kommun, försvunnet runstensfragment
- U 34, Sundby, Sånga socken, Ekerö kommun
- U 35, Svartsjö, Sånga socken, Ekerö kommun
- U 36, Svartsjö djurgård, Sånga socken, Ekerö kommun
- U 37, Säby, Galgbacken, Sånga socken, Ekerö kommun
- U 38, Säby, Galgbacken, Sånga socken, Ekerö kommun
- U 39, Torslunda, Sånga socken, Ekerö kommun
- U 40, Eneby, Skå socken, Ekerö kommun
- U 41, Kumla, Skå socken, Ekerö kommun, runristning på berghäll
- U 42, Troxhammar, Skå socken, Ekerö kommun
- U 43, Törnby, Skå socken, Ekerö kommun, runsten, ristad på tre sidor
- U 44, Törnby, Skå socken, Ekerö kommun, runsten
- U 45, Törnby, Skå socken, Ekerö kommun, runhäll
- U 46, Lovö kyrka, Lovö socken, Ekerö kommun, runsten
- U 47, Lovö kyrka, Lovö socken, Ekerö kommun, runsten
- U 48, Lovö kyrka, Lovö socken, Ekerö kommun, runsten
- U 49, Lovö kyrka, Lovö socken, Ekerö kommun, runsten
- U 50, Lovö kyrka, Lovö socken, Ekerö kommun, runsten
- U 51, Drottningholms slottsområde, Lovö socken, Ekerö kommun, runsten, försvunnen
- U 52, Edeby, Hednakullen, Lovö socken, Ekerö kommun, runhäll
- U 53, Gamla stan, Stockholm, Stockholms kommun, runsten inmurad i husvägg, hörnet av Kåkbrinken/Prästgatan
- U 54, inmurad i Riddarholmskyrkan, försvunnen
- U 55, fragment, Ekeby, Bromma, försvunnet
- U 56, Gliastenen, Linta gravfält, Bromma, Stockholms kommun, runsten
- U 57, Ulvsundastenen, Norrby båtsmanstorp, Ulvsunda, fragment
- U 58, Riksby, Bromma, Stockholms kommun, runhäll
- U 59, Riksby, Bromma, Stockholms kommun, runhäll
- U 60, Norra Ängby, Bromma, Stockholms kommun, runsten
- U 61, Spånga kyrka, Spånga socken, runsten
- U 62, Spånga kyrka, Spånga socken, runsten
- U 63, Spånga kyrka, Spånga socken, runsten
- U 64, Spånga kyrka, Spånga socken, fragment
- U 65, Spånga kyrka, Spånga socken, fragment
- U 66, Spånga kyrka, Spånga socken, fragment
- U 67, Spånga kyrka, Spånga socken, fragment
- U 68, funnet vid Spånga prästgård, numera Spånga kyrka, Spånga socken, fragment
- U 69, Eggeby gård, Järvafältet, Spånga socken, runsten
- U 70, Flysta, Spånga socken, runsten, försvunnen
- U 71, Granby, Spånga socken, försvunnet runstensfragment
- U 72, Hansta, nu på Skansen, Stockholm, Stockholms kommun, runsten
- U 73, Hanstastenen, Hansta, Stockholm, Stockholms kommun, runsten
- U 74, Husby, Spånga socken
- U 75, Kista, Spånga socken
- U 76, Kista, Spånga socken, två runstensfragment, finns nu på SHM
- U 77, Råstastenen, Råsta, tidigare i Spånga socken, Sundbybergs kommun, runsten
- U 78, Råsta, tidigare i Spånga socken, nu i Sundbybergs museum, Sundbybergs kommun, fragment
- U 79, Skesta, Spånga socken, Stockholms kommun, runsten
- U 80, Sundby, Spånga socken, Stockholms kommun
- U 81, Sundby, Spånga socken, Stockholms kommun (ofullbordad)
- U 82, Järfälla kyrka, Järfälla socken, Järfälla kommun
- U 83, Järfälla kyrka, Järfälla socken, Järfälla kommun, försvunnen runsten
- U 84, Egglunda, Järfälla socken, Järfälla kommun
- U 85, Lövsta, Järfälla socken, Järfälla kommun
- U 86, Skylsta, Järfälla socken, Järfälla kommun
- U 87, Skylsta, Järfälla socken, Järfälla kommun, försvunnet runstensfragment
- U 88, Skälby, Järfälla socken, Järfälla kommun
- U 89, Skälby, Järfälla socken, Järfälla kommun
- U 90, Säby, Järfälla socken, Järfälla kommun, runsten
- U 91, Vible, Järfälla socken, Järfälla kommun
- U 92, Vible, Järfälla socken, Järfälla kommun
- U 93, Väddesta, Järfälla socken, Järfälla kommun, försvunnen runsten
- U 94, Sollentuna kyrka, Sollentuna socken, Sollentuna kommun
- U 95, Sollentuna kyrka, Sollentuna socken, Sollentuna kommun
- U 96, Edsbacka, Sollentuna socken, nu i Edsberg vid allen mellan Edsbergs slott och Edsbacka krog, Sollentuna kommun, fragment
- U 97, Rotebro, Sollentuna socken, Sollentuna kommun, runsten
- U 98, Rotsunda, Sollentuna socken, Sollentuna kommun, runsten, försvunnen
- U 99, Skillinge, Sollentuna socken, Sollentuna kommun, runhäll

## U100-U199

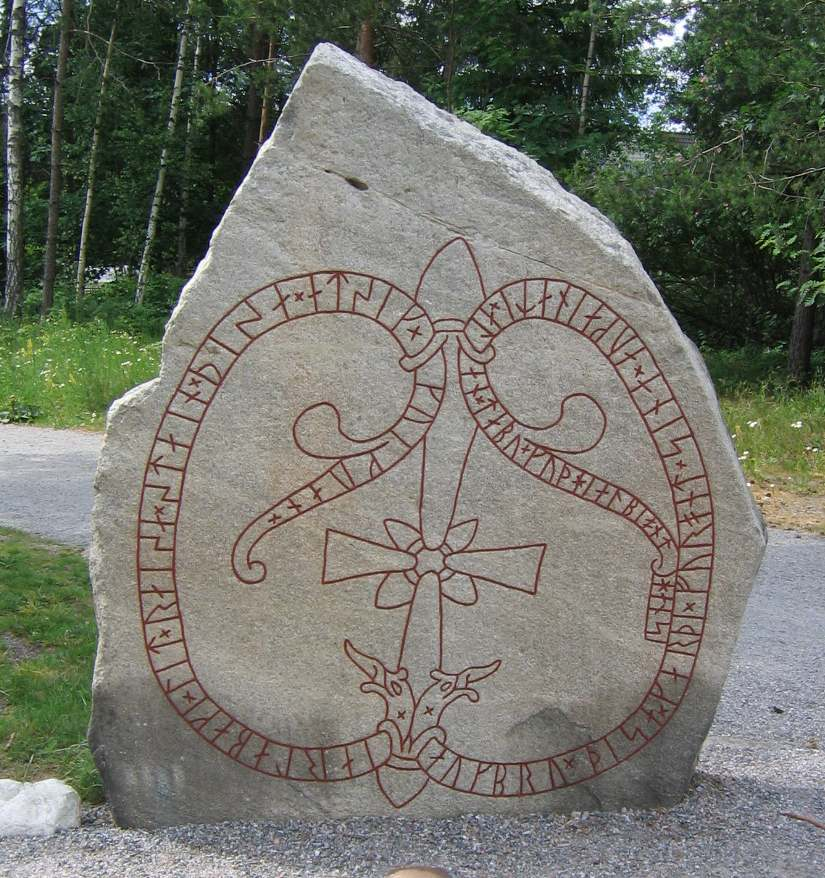
Upplands runinskrifter 164, en av Jarlabankestenarna.

- U 100, Snuggastenen, nära sjön Snuggan, Skälby, Sollentuna socken, Sollentuna kommun
- U 101, en av Jarlabankestenarna vid Södersätra i Edsberg, Sollentuna kommun, runsten
- U 102, Viby, Sollentuna, Sollentuna kommun, runhäll
- U 103, runsten från Ytterby, Sollentuna kommun, nu Sollentunaholm, Sollentuna kommun
- U 104, Oxfordstenen, runsten från Eds kyrka, Upplands Väsby kommun, nu i Ashmolean Museum, Oxford, England
- U 105, försvunnen runsten eller gravhäll, Eds kyrka, Upplands Väsby kommun
- U 106, prästgården, Eds socken, Upplands Väsby kommun, runsten
- U 107, Antuna, Eds socken, Upplands Väsby kommun, runsten
- U 108, Bisslinge, Eds socken, Upplands Väsby kommun, runsten
- U 109, Bisslinge, Eds socken, Upplands Väsby kommun, runsten
- U 110, Bisslinge, Eds socken och Upplands Väsby kommun, runstensfragment
- U 111, Ed, Eds socken och Upplands Väsby kommun, förkommet stenblock
- U 112, Kyrkstigen, Ed, Eds socken, Upplands Väsby kommun, runblock
- U 113, Ed, Eds socken, Upplands Väsby kommun, försvunnet runstensfragment
- U 114, Ladbrostenen, Runby, Eds socken, Upplands Väsby kommun, runblock
- U 115, Runby, Eds socken, Upplands Väsby kommun
- U 116, Älvsunda, Eds socken, Upplands Väsby kommun, jordfast stenblock
- U 117, Älvsunda herrgård, Eds socken och Upplands Väsby
- U 118, Älvsunda, Eds socken och Upplands Väsby kommun
- U 119, Älvsunda, Eds socken och Upplands Väsby kommun
- U 120, Solna kyrka, Solna socken, Solna kommun, fragment, inmurat i kyrkväggen
- U 121, Stora Frösunda, Solna socken, Solna kommun, runsten
- U 122, Järva krog, Solna socken, Solna kommun, försvunnen
- U 123, Karlbergs slottspark, Solna socken, Solna kommun, runhäll, förstörd
- U 124, Karlbergs slottspark, Solna socken, Solna kommun, runsten
- U 125, Tomteboda, Solna socken, Solna kommun, två fragment
- U 126, fragment, Solna socken, Solna kommun, bevarat i SHM (inv.-n:r 21389), rekonstruktion vid Överjärva gård, runsten
- U 127, Danderyds kyrka, Danderyds socken, Danderyds kommun, runsten, en av Jarlabankestenarna
- U 128, Danderyds kyrka, Danderyds socken och Danderyds kommun, två runstensfragment
- U 129, Danderyds kyrka, Danderyds socken och Danderyds kommun, runsten
- U 130, Nora, Danderyd, Danderyds kommun, runhäll
- U 131, Klockargården, Danderyd, Danderyds kommun, runsten
- U 132, Rinkeby, Danderyds socken och Danderyds kommun, försvunnet runstensfragment
- U 133, Fittja, Täby socken, nu inmurade fragment i Täby kyrka, Täby kommun
- U 134, Östra Arninge, Täby socken, Täby kommun, rtvå runstensfragment varav ett försvunnet
- U 135, Broby bro, Täby socken, runsten, Täby kommun
- U 136, Broby bro, Täby socken, runsten, Täby kommun
- U 137, Broby bro, Täby socken, runsten, Täby kommun
- U 138, Broby, Täby socken och Täby kommun, försvunnet runstensfragment
- U 139, Broby bro, Såsta-Broby, Täby socken, Täby kommun, fragment
- U 140, Broby bro, Såsta-Broby, Täby socken, Täby kommun, fragment
- U 141, Fittja, Täby socken och Täby kommun, försvunnet runstensfragment
- U 142, en av Jarlabankestenarna vid Fällbro, Täby socken, Täby kommun, runsten
- U 143, en av Jarlabankestenarna i Hagby, Täby socken, Täby kommun, runhäll
- U 144, Hagby, Täby socken, Täby kommun, runhäll
- U 145, en av Fällbrohällarna, Täby socken, Täby kommun
- U 146, en av Fällbrohällarna, Täby socken, Täby kommun
- U 147, Hagby, Sparingsberg, Täby socken, Täby kommun, runsten
- U 148, söder om sjön Fjäturen, Hagby, Täby socken, Täby kommun, runsten
- U 149, en av Jarlabankestenarna i Hagby, Täby socken, Täby kommun, runsten, försvunnen
- U 150, Karby, Täby socken och Täby kommun
- U 151, Broby bro, Karby, Vallentuna socken, Vallentuna kommun
- U 152, Hagby, Täby socken, Täby kommun
- U 153, Hagby, Täby socken, Täby kommun
- U 154, Hagby, Täby socken, Täby kommun
- U 155, Lissby, Täby socken och Täby kommun
- U 156, Lissby, Täby socken och Täby kommun, runstensfragment
- U 157, Lissby, Täby socken och Täby kommun, runstensfragment
- U 158, Löttinge, Täby socken och Täby kommun
- U 159, Löttinge, Täby socken och Täby kommun
- U 160, en av Risbylestenarna, Risbyle, Skålhamra, Täby socken, Täby kommun, runsten
- U 161, en av Risbylestenarna, Risbyle, Skålhamra, Täby socken, Täby kommun, runsten med Täby kommunvapen
- U 162, Skogberga, Täby socken och Täby kommun, försvunnen runsten
- U 163, Såsta, Täby socken, Täby kommun
- U 164, en av Jarlabankestenarna vid Jarlabankes bro, Täby kyrkby, Täby socken, Täby kommun, runsten
- U 165, en av Jarlabankestenarna vid Jarlabankes bro, Täby kyrkby, Täby kommun, runsten
- U 166, Östra Ryds kyrka, Östra Ryds socken och Österåkers kommun
- U 167, Östra Ryds kyrka, Östra Ryds socken
- U 168, Björkby, Östra Ryds socken, försvunnen runristning
- U 169, Björkby, Östra Ryds socken
- U 170, Bogesundslandet, Östra Ryds socken, Vaxholms kommun, fragment, nyfynd april 2013
- U 171, Bogesundslandet, Östra Ryds socken, Vaxholms kommun
- U 172, Islinge, Lidingö socken, Lidingö kommun
- U 173, Väsby, Värmdö kommun, runsten
- U 174, Österåkers kyrka, Österåkers socken, Österåkers kommun, försvunnen runsten
- U 175, Österåkers kyrka, Österåkers socken, Österåkers kommun, runstensfragment
- U 176, Berga, Österåkers socken, Österåkers kommun, runsten, försvunnen
- U 177, Stav, Roslags-Kulla socken, Österåkers kommun,  runsten
- U 178, Stav, Roslags-Kulla socken, Österåkers kommun, runstensfragment
- U 179, Riala, Riala socken, Norrtälje kommun,  runsten
- U 180, Össeby-Garns kyrka, Össeby-Garns socken, Vallentuna kommun
- U 181, Össeby-Garns kyrka, Össeby-Garns socken, Vallentuna kommun
- U 182, Össeby-Garns kyrka, Össeby-Garns socken, Vallentuna kommun
- U 183, Össeby-Garns kyrka, Össeby-Garns socken, Vallentuna kommun,  fragment
- U 184, Össeby kyrkoruin, Össeby-Garns socken, Vallentuna kommun, troligen mer gravhäll än runsten, saknar ornamentik
- U 185, Össeby kyrkoruin, Össeby-Garns socken, Vallentuna kommun,  fragment
- U 186, Gillberga, Össeby-Garns socken, Vallentuna kommun
- U 187, Gillberga, Össeby-Garns socken, Vallentuna kommun, försvunnen
- U 188, Gillberga, Össeby-Garns socken, Vallentuna kommun
- U 189, Lilla Karby, Össeby-Garns socken, Vallentuna kommun, försvunnen runsten
- U 190, Kumla, Össeby-Garns socken, Vallentuna kommun
- U 191, Morsta, Össeby-Garns socken, Vallentuna kommun
- U 192, Sjöberg, Össeby-Garns socken, Vallentuna kommun, runstensfragment
- U 193, Svista, Össeby-Garns socken, Vallentuna kommun
- U 194, Väsby, Össeby-Garns socken, Vallentuna kommun, runsten
- U 195, Åby, Össeby-Garns socken, Vallentuna kommun
- U 196, Vada kyrka, Vada socken, Vallentuna kommun, försvunnet runstensfragment
- U 197, Vada kyrka, Vada socken, Vallentuna kommun, försvunnet runstensfragment
- U 198, Vada kyrka, Vada socken, Vallentuna kommun, tre runstensfragment, förvaras på Statens historiska museum
- U 199, Vada kyrka, Vada socken, Vallentuna kommun, runsten, förut vid prästgården

## U200-U299

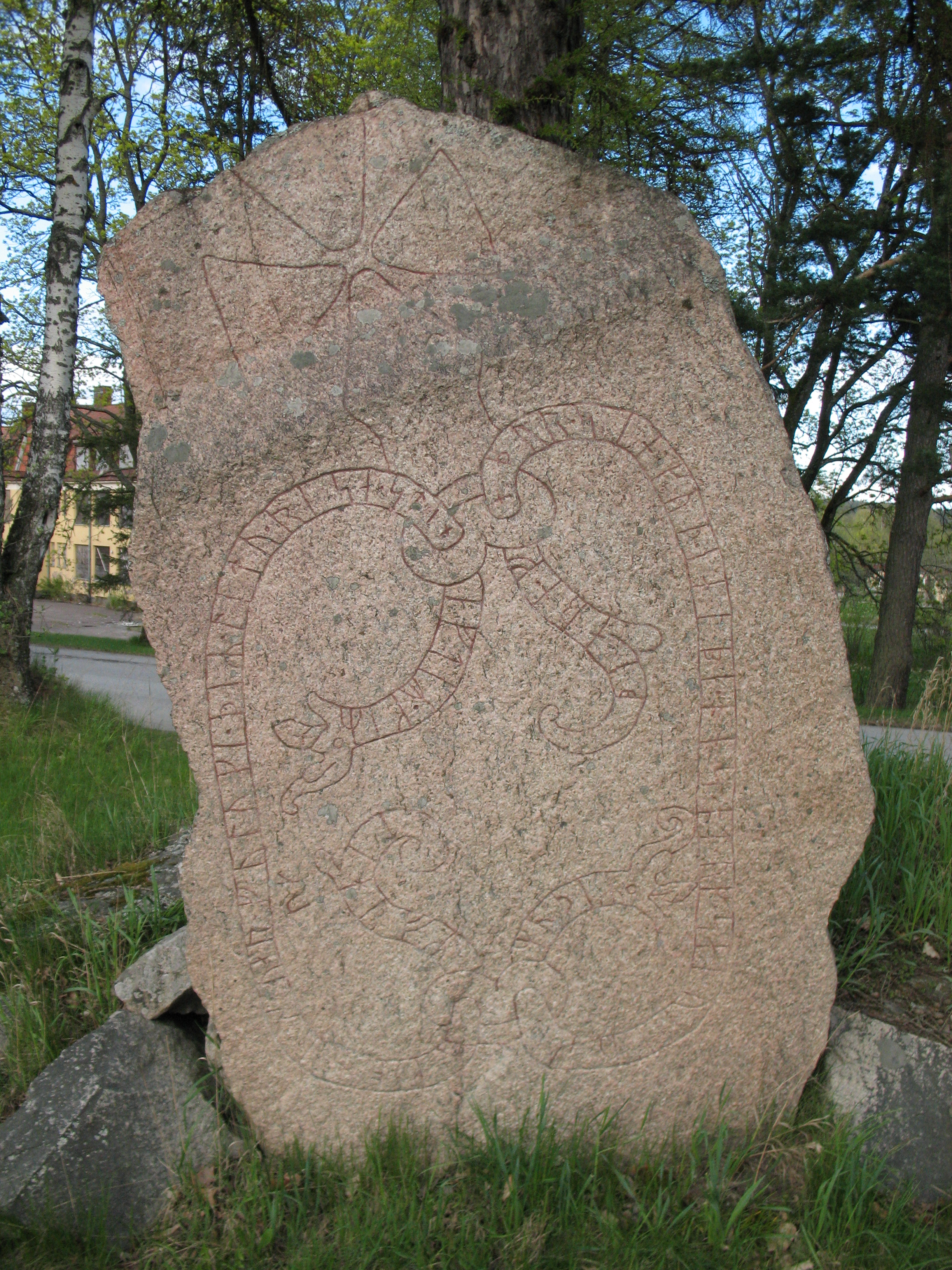
Upplands runinskrifter 276, i närheten av Löwenströmska sjukhuset.

- U 200, runsten, Stora Benhamra, Vada socken, Vallentuna kommun
- U 201, runsten, inmurad i Angarns kyrka, Angarns socken, Vallentuna kommun
- U 202, Angarns kyrka, Angarns socken, Vallentuna kommun
- U 203, Angarns kyrka, Angarns socken, Vallentuna kommun
- U 204, Angarns kyrka, Angarns socken, Vallentuna kommun
- U 205, Angarns kyrka, Angarns socken, Vallentuna kommun, försvunnet runstensfragment
- U 206, Angarns kyrka, Angarns socken, Vallentuna kommun, försvunnet runstensfragment
- U 207, Råcksta, Angarns socken, Vallentuna kommun
- U 208, Råcksta, Angarns socken, Vallentuna kommun
- U 209, Vedahällen, Veda, Angarns socken, Vallentuna kommun, runhäll
- U 210, Åsta, Angarns socken, Vallentuna kommun, runhäll
- U 211, Örsta, Angarns socken, Vallentuna kommun
- U 212, en av Jarlabankestenarna, Vallentuna kyrka, Vallentuna socken, Vallentuna kommun, runsten
- U 213, Vallentuna kyrka, Vallentuna socken, Vallentuna kommun, runstensfragment
- U 214, inmurad i Vallentuna kyrkas kyrktorn, Vallentuna socken, Vallentuna kommun, runsten
- U 215, Vallentuna kyrka, Vallentuna socken, Vallentuna kommun, runsten, nu på Statens historiska museum
- U 216, nu i Historiska museet, funnen vid Vallentuna kyrka, Vallentuna socken, Vallentuna kommun, runsten
- U 217, Vallentuna kyrka, Vallentuna socken, Vallentuna kommun, försvunnen runsten
- U 218, Vallentuna kyrka, Vallentuna socken, Vallentuna kommun, försvunnet runstensfragment
- U 219, medeltida ristning i Vallentuna kyrkas yttervägg, Vallentuna kommun
- U 220, medeltida ristning i byggsten, bogårdsmuren Vallentuna kyrka, Vallentuna socken, Vallentuna kommun
- U 221, Vallentuna kyrka, Vallentuna socken, Vallentuna kommun
- U 222, Vallentuna kyrka, Vallentuna socken, Vallentuna kommun, försvunnet runstensfragment
- U 223, Vallentuna kyrka, Vallentuna socken, Vallentuna kommun, försvunnet runstensfragment
- U 224, Klockarstugan, Vallentuna socken, Vallentuna kommun, försvunnen runsten
- U 225, Arkils tingstad, Bällsta gård, Vallentuna socken, Vallentuna kommun,  runsten
- U 226, Arkils tingstad, Bällsta gård, Vallentuna socken, Vallentuna kommun, runsten
- U 227, Grana, Vallentuna socken, Vallentuna kommun, runsten
- U 228, Grana, Vallentuna socken, Vallentuna kommun, försvunnet runstensfragment
- U 229, Gällsta, Vallentuna socken, Vallentuna kommun, runsten
- U 230, Gällsta, Vallentuna socken, Vallentuna kommun, ristad sten
- U 231, Gällsta, Vallentuna socken, Vallentuna kommun, runsten
- U 232, Gällsta, Vallentuna socken, Vallentuna kommun, runsten
- U 233, Kusta, Vallentuna socken och Vallentuna kommun, runsten
- U 234, samma sten som U 199 och U 235.
- U 235, samma sten som U 199 och U 234.
- U 236, Gullbron, Vallentuna socken, Vallentuna kommun, runsten
- U 237, Gullbron, Vallentuna socken, Vallentuna kommun, runsten
- U 238, Gullbron, Vallentuna socken, Vallentuna kommun, runsten
- U 239, Lindö, Avunda, Vallentuna socken och Vallentuna kommun, runsten
- U 240, Lingsberg, Vallentuna socken och Vallentuna kommun
- U 241, Lingsberg, Vallentuna socken och Vallentuna kommun
- U 242, Lingsberg, Vallentuna socken och Vallentuna kommun
- U 243, Molnby, Vallentuna socken och Vallentuna kommun, försvunnen runsten
- U 244, Mällösa, Vallentuna socken och Vallentuna kommun
- U 245, Mällösa, Vallentuna socken och Vallentuna kommun, försvunnen runsten
- U 246, Mällösa, Vallentuna socken och Vallentuna kommun
- U 247, Mällösa, Vallentuna socken och Vallentuna kommun
- U 248, Näle, Norrgården, Vallentuna socken och Vallentuna kommun, ristning på berghäll
- U 249, Näle, Norrgården, Vallentuna socken och Vallentuna kommun, runristning på berghäll
- U 250, Rickeby, Vallentuna socken och Vallentuna kommun, runstensfragment
- U 251, Sursta, Vallentuna socken och Vallentuna kommun, runristning på berghäll
- U 252, Fresta kyrka, Fresta socken och Upplands Väsby kommun
- U 253, Fresta kyrka, Fresta socken och Upplands Väsby kommun, runstensfragment
- U 254, Fresta kyrka, Fresta socken och Upplands Väsby kommun, runstensfragment
- U 255, Fresta kyrka, Fresta socken, Upplands Väsby kommun, runsten
- U 256, Fresta kyrka, Fresta socken, Upplands Väsby kommun, runsten
- U 257, Fresta kyrka, Fresta socken, Upplands Väsby kommun, runstensfragment
- U 258, Fresta kyrka, Fresta socken, Upplands Väsby kommun, runsten
- U 259, Fresta kyrka, Fresta socken, Upplands Väsby kommun, runsten
- U 260, Fresta kyrka, Fresta socken, Upplands Väsby kommun, runsten
- U 261, Fresta kyrka, Fresta socken, Upplands Väsby kommun, runsten, sannolikt flyttad från Täby
- U 262, Fresta kyrka, Fresta socken och Upplands-Väsby kommun, försvunnet runstensfragment
- U 263, Fresta kyrka, Fresta socken och Upplands-Väsby kommun, försvunnen runsten
- U 264, runstensfragment, hör till U 253
- U 265, Ekeby, Upplands Väsby, Upplands Väsby kommun, runhäll
- U 266, Ekeby, Upplands Väsby, Upplands Väsby kommun, runhäll
- U 267, Harby, Upplands Väsby, Upplands Väsby kommun, runsten
- U 268, Harby, Upplands Väsby, Upplands Väsby kommun, runsten, står intill U 267
- U 269, Harby, Upplands Väsby, Upplands Väsby kommun, runsten
- U 270, Smedby, Fresta socken, Upplands Väsby kommun, runsten
- U 271, Smedby, Fresta socken, Upplands Väsby kommun, runstensfragment, en del av runsten U 270
- U 272, runsten inmurad i Hammarby kyrkas yttervägg, Hammarby socken, Upplands Väsby kommun
- U 273, Hammarby kyrka, Hammarby socken, Upplands Väsby kommun, runsten
- U 274, Klockargården (Brunnby), Hammarby socken, Upplands Väsby kommun, runsten
- U 275, Brunnbyvik, Upplands Väsby kommun, runsten
- U 276, Löwenströmska lasarettet, Upplands Väsby kommun, runsten
- U 277, Hammarby apotek, Hammarby socken, Upplands Väsby kommun, runsten
- U 278, Nibble, Hammarby socken, Upplands Väsby kommun, runstensfragment
- U 279, Skälby, Upplands Väsby kommun, runsten
- U 280, Gunnes gård, Hammarby socken, Upplands Väsby kommun, runblock
- U 281, Gunnes gård, Hammarby socken, Upplands Väsby kommun, runsten
- U 281B, ristat stenblock, Smedby, Hammarby socken och Upplands-Väsby kommun
- U 282, Torsåker, Hammarby socken, Upplands Väsby kommun, försvunnet runstensfragment
- U 283, Torsåker, Hammarby socken, Upplands Väsby kommun, försvunnen runsten
- U 284, Torsåker, Hammarby socken, Upplands Väsby kommun, runsten
- U 285, Torsåker slott, Upplands Väsby kommun, runsten
- U 286, Tryninge (nu vid Torsåker), Hammarby socken, Upplands Väsby kommun, runsten
- U 287, Vik, Hammarby socken, Upplands Väsby kommun, runsten
- U 288, Vik, Hammarby socken, Upplands Väsby kommun, runsten
- U 289, Vik, Hammarby socken, Upplands Väsby kommun, runsten
- U 290, Vik, Hammarby socken och Upplands Väsby kommun, försvunnet runstensfragment
- U 291, Vik, Hammarby socken och Upplands Väsby kommun, runstensfragment
- U 292, Stora Vilunda, Hammarby socken och Upplands Väsby kommun, runstensfragment
- U 293, Gunnes gård, Hammarby socken, Upplands Väsby kommun, runsten
- U 294, Gunnes gård, Hammarby socken, Upplands Väsby kommun, runsten
- U 295, Skånela kyrka, Skånela socken, Sigtuna kommun, runsten
- U 296, Skånela kyrka, Skånela socken, Sigtuna kommun
- U 297, Skånela kyrka, Skånela socken, Sigtuna kommun
- U 298, Skånela kyrka, Skånela socken, Sigtuna kommun, runstensfragment
- U 299, Skånela kyrka, Skånela socken, Sigtuna kommun

## U300-U399

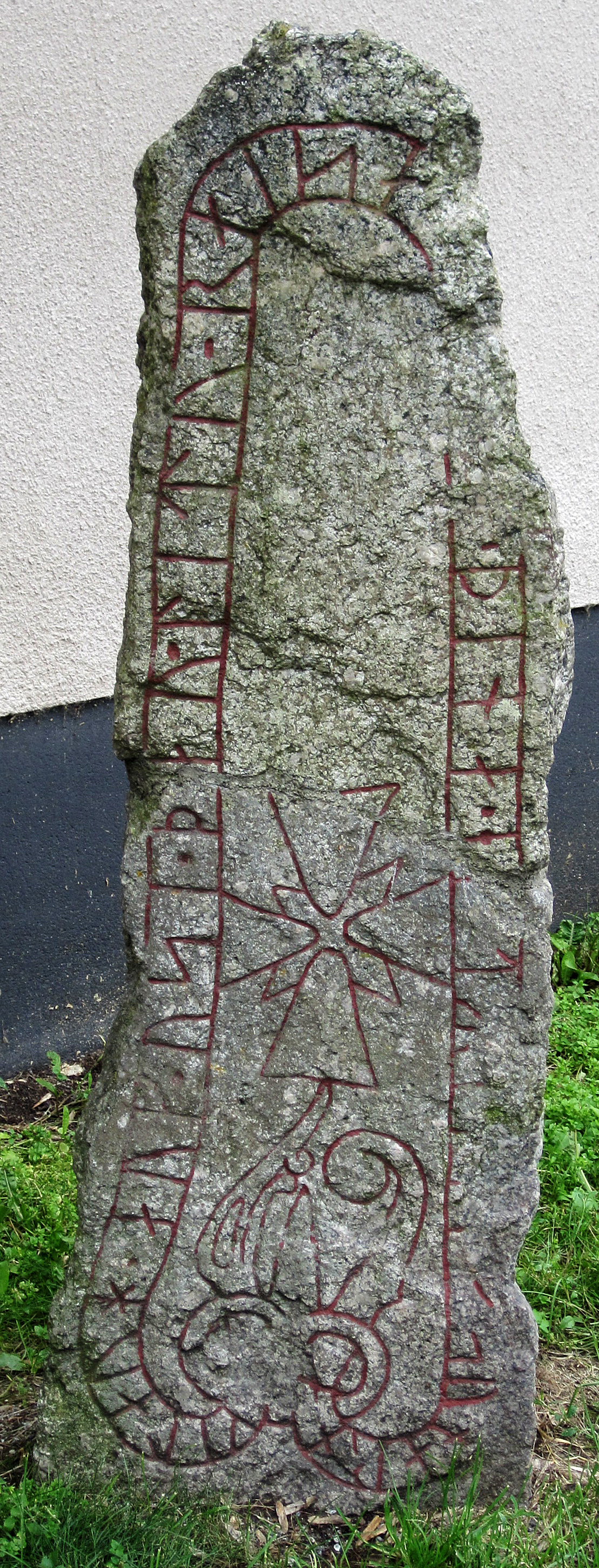
Upplands runinskrifter 389, vid Stora Gatan, Sigtuna.

- U 300, Skånela kyrka, Skånela socken, Sigtuna kommun, runsten
- U 301, Skånela kyrka, Skånela socken, Sigtuna kommun, runstensfragment, troligen överrappat i en kyrkovägg
- U 302, Skånela kyrka, Skånela socken, Sigtuna kommun
- U 303, Skånela kyrka, Skånela socken, Sigtuna kommun
- U 304, Bensta, Skånela socken, Sigtuna kommun
- U 305, Bensta, Skånela socken, Sigtuna kommun
- U 306, Dal, Skånela socken, Sigtuna kommun
- U 307, Ekeby, Skånela socken, Sigtuna kommun
- U 308, Ekeby, Skånela socken, Sigtuna kommun, runhäll
- U 309, Harg, Skånela socken, Sigtuna, runhäll
- U 310, Harg, Skånela socken, Sigtuna kommun
- U 311, Harg, Skånela socken, Sigtuna kommun
- U 312, Harg, Skånela socken, Sigtuna kommun
- U 313, Harg, Skånela socken, Sigtuna kommun
- U 314, Harg, Skånela socken, Sigtuna kommun, runsten
- U 315, Harg, Skånela socken, Sigtuna kommun
- U 316, Harg, Skånela socken, Sigtuna kommun
- U 317, Harg, Skånela socken, Sigtuna kommun, försvunnen runsten
- U 318, Harg, Skånela socken, Sigtuna kommun
- U 319, Harg, Skånela socken, Sigtuna kommun
- U 320, Kimsta, Skånela socken, Sigtuna kommun, försvunnen runristning på stenblock
- U 321, Skalmsta, Skånela socken, Sigtuna kommun
- U 322, Stensta, Skånela socken, Sigtuna kommun
- U 323, Sälnastenen, Skånelaholms slott, Skånela socken, Sigtuna kommun, runsten
- U 324, Tjusta, Skånela socken, Sigtuna kommun
- U 325, Markims kyrka, Markims socken, Vallentuna kommun, runsten
- U 326, Markims socken, Vallentuna kommun
- U 327, Husby, Markims socken och Vallentuna kommun
- U 328, Stora Lundby, Markims socken, Vallentuna kommun
- U 329, Snåttsta, Markims socken, Vallentuna kommun
- U 330, Snåttsta, Markims socken, Vallentuna kommun, runsten
- U 331, Snåttsta, Markims socken och Vallentuna kommun, runhäll
- U 332, Vreta, Markims socken och Vallentuna kommun, försvunnen runsten
- U 333, Orkesta kyrka, Orkesta socken, Vallentuna kommun, runsten
- U 334, Orkesta kyrka, Orkesta socken, Vallentuna kommun, runsten
- U 335, Orkesta kyrka, Orkesta socken, Vallentuna kommun, runsten, inmurad i kyrkoväggen
- U 336, Orkesta kyrka, Orkesta socken och Vallentuna kommun
- U 337, Granby, Orkesta socken, Vallentuna kommun
- U 338, Granby, Orkesta socken, Vallentuna kommun
- U 339, Granby, Orkesta socken och Vallentuna kommun, tre försvunna runstensfragment
- U 340, Orkesta, Orkesta socken och Vallentuna kommun
- U 341, Söderby, Orkesta socken och Vallentuna kommun, parsten till U 342
- U 342, Söderby, Orkesta socken och Vallentuna kommun, runstensfragment, parsten till U 341
- U 343, Yttergärde, Orkesta socken, Vallentuna kommun, försvunnen runsten
- U 344, Orkestastenen, Orkesta kyrka, Orkesta socken, Vallentuna kommun, runsten
- U 345, Yttergärde, Orkesta socken och Vallentuna kommun, försvunnen runsten
- U 346, Frösunda kyrka, Frösunda socken och Vallentuna kommun, försvunnen runsten
- U 347, Näs, Frösunda socken och Vallentuna kommun, runristning på en bergvägg, parristning till U 348
- U 348, Näs, Frösunda socken och Vallentuna kommun, runristning på en bergvägg, parristning till U 347
- U 349, Odenslunda, Frösunda socken och Vallentuna kommun, försvunnen runsten
- U 350, Solsta, Frösunda socken och Vallentuna kommun, ristning på stenblock
- U 351, Solsta, Frösunda socken och Vallentuna kommun, ristning på stenblock
- U 352, Vreta, Frösunda socken och Vallentuna kommun
- U 353, Lunda kyrka, Lunda socken, Sigtuna kommun
- U 354, Lunda kyrka, Lunda socken, Sigtuna kommun
- U 355, Lunda kyrka, Lunda socken, Sigtuna kommun, överkalkad runsten
- U 356, Ängby, Lunda socken, Sigtuna kommun
- U 357, Skepptuna kyrka, Skepptuna socken och Sigtuna kommun, runsten
- U 358, Skepptuna kyrka, Skepptuna socken, runsten
- U 359, Skepptuna kyrka, Skepptuna socken, runsten
- U 360, Gådersta, Skepptuna socken, runhäll
- U 361, Gådersta, Skepptuna socken och Sigtuna kommun, försvunnen runsten
- U 362, Gådersta, Skepptuna socken och Sigtuna kommun, försvunnen runsten
- U 363, Gådersta, Skepptuna socken, försvunnen
- U 364, Gådersta, Skepptuna socken och Sigtuna kommun
- U 365, Gådersta, Skepptuna socken och Sigtuna kommun, försvunnet runstensfragment
- U 366, Gådersta, Skepptuna socken och Sigtuna kommun, försvunnet runstensfragment
- U 367, Helgåby, Skepptuna socken och Sigtuna kommun, runstensfragment
- U 368, Helgåby, Skepptuna socken och Sigtuna kommun, försvunnet runstensfragment
- U 369, Helgåby, Skepptuna socken och Sigtuna kommun, försvunnet runstensfragment
- U 370, Herresta, Skepptuna socken och Sigtuna kommun, runsten
- U 371, Lövhamra, Skepptuna socken och Sigtuna kommun
- U 372, Ånsta, Skepptuna socken och Sigtuna kommun
- U 373, Örby, Skepptuna socken och Sigtuna kommun
- U 374, Örby, Skepptuna socken och Sigtuna kommun
- U 375, Vidbo kyrka, Vidbo socken, Sigtuna kommun
- U 376, Vidbo kyrka, Vidbo socken, Sigtuna kommun
- U 377, Velamby, Vidbo socken, Sigtuna kommun, delvis försvunnen
- U 378, Åsby, Vidbo socken, Sigtuna kommun
- U 379, Mariakyrkan, frisernas gille i Sigtuna, Sigtuna socken, Sigtuna kommun, runsten
- U 380, Sigtuna, Sigtuna socken, Sigtuna kommun
- U 381, Sigtuna, Sigtuna socken, Sigtuna kommun
- U 382, Sigtuna kyrka, Sigtuna socken, Sigtuna kommun, nu i SHM
- U 383, Sigtuna kyrka, Sigtuna socken, Sigtuna kommun, nu i SHM
- U 384, Sigtuna, Sigtuna socken, Sigtuna kommun, nu i Sigtuna museum
- U 385, Sigtuna, Sigtuna socken, Sigtuna kommun
- U 386, Sigtuna, Sigtuna socken, Sigtuna kommun, nu i Sigtuna museum
- U 387, Sigtuna, Sigtuna socken, Sigtuna kommun, försvunnet runstensfragment
- U 388, Sigtuna, Sigtuna socken, Sigtuna kommun
- U 389, Sankt Lars kyrkoruin, nu vid Stora gatan i Sigtuna, Sigtuna kommun, runsten
- U 390, Sigtuna, Sigtuna socken, Sigtuna kommun
- U 391, Sigtuna, Sigtuna socken, Sigtuna kommun
- U 392, Sigtuna, Sigtuna socken, Sigtuna kommun
- U 393, Sigtuna, Sigtuna socken, Sigtuna kommun
- U 394, Sigtuna, Sankt Pers kyrkoruin, Sigtuna socken, Sigtuna kommun
- U 395, Sigtuna, Sankt Pers kyrkoruin, Sigtuna socken, Sigtuna kommun, nu i SHM
- U 396, Sigtuna, Sankt Pers kyrkoruin, Sigtuna socken, Sigtuna kommun, nu i SHM
- U 397, Sigtuna, Sankt Pers kyrkoruin, Sigtuna socken, Sigtuna kommun, nu i SHM
- U 398, Sigtuna, Sankt Pers kyrkoruin, Sigtuna socken, Sigtuna kommun
- U 399, Sigtuna, Sankt Pers kyrkoruin, Sigtuna socken, Sigtuna kommun

## U400-U499

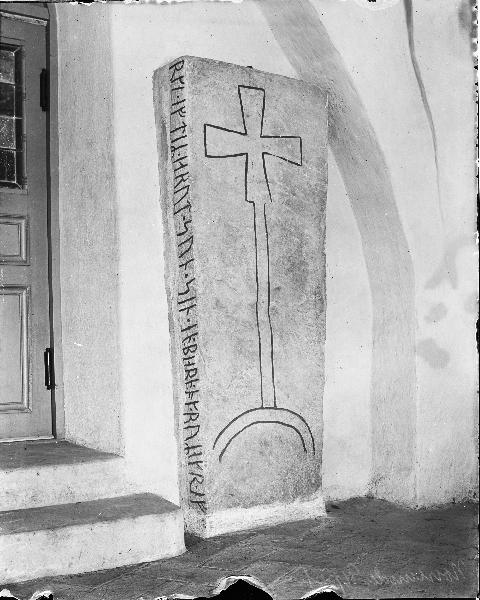
Upplands runinskrifter 413 i Norrsunda kyrka.

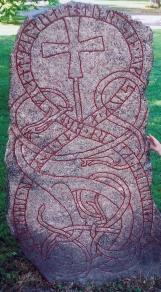
Upplands runinskrifter 489 i Universitetsparken, Uppsala.

- U 400, Sigtuna, Sigtuna socken, Sigtuna kommun, nu i Sigtuna museum
- U 401, Sigtuna, Sigtuna socken, Sigtuna kommun, nu i Sigtuna museum
- U 402, Sigtuna, Sigtuna socken, Sigtuna kommun, nu i Sigtuna museum
- U 403, Sigtuna, Sigtuna socken, Sigtuna kommun, nu i Sigtuna museum
- U 404, Sigtuna, Sigtuna socken, Sigtuna kommun, nu i Sigtuna museum
- U 405, fragment, nu i Ekerö kyrka och Sigtuna museum, Sigtuna kommun
- U 406, Sigtuna, Sigtuna socken, Sigtuna kommun, nu i Torekällbergets friluftsmuseum, Södertälje
- U 407, Bärmö, Sankt Pers socken, Sigtuna kommun
- U 408, Bärmö, Sankt Pers socken, Sigtuna kommun
- U 409, Lövstaholm, Sankt Olofs socken, Uppland, Sigtuna kommun
- U 410, Norra Til, Sankt Olofs socken, Uppland, Sigtuna kommun
- U 411, Norra Til, Sankt Olofs socken, Uppland, Sigtuna kommun
- U 412, Viby, Sankt Olofs socken, Sigtuna kommun
- U 413, Norrsunda kyrka, Sigtuna kommun, stavkorshäll
- U 414, Norrsunda kyrka, Norrsunda socken, Sigtuna kommun, försvunnen runsten
- U 415, Norrsunda kyrka, Norrsunda socken, Sigtuna kommun
- U 416, Norrsunda kyrka, Norrsunda socken, Sigtuna kommun
- U 417, Norrsunda kyrka, Norrsunda socken, Sigtuna kommun, försvunnet fragment av en runristad gravhäll
- U 418, Brista, Norrsunda socken, Sigtuna kommun
- U 419, Norslundastenen, Norrsunda socken, Sigtuna kommun, nu på Skansen, Stockholm, runsten
- U 420, Rosersberg, Norrsunda socken, Sigtuna kommun
- U 421, Rosersberg, Norrsunda socken, Sigtuna kommun
- U 422, Rosersberg, Norrsunda socken, Sigtuna kommun
- U 423, Rosersberg, Norrsunda socken, Sigtuna kommun
- U 424, Rosersberg, Norrsunda socken, Sigtuna kommun, försvunnen runsten
- U 425, Rosersberg, Norrsunda socken, Sigtuna kommun
- U 426, Vallstanäs, Norrsunda socken, Sigtuna kommun
- U 427, Vallstanäs, Norrsunda socken, Sigtuna kommun
- U 428, Viggeby, Norrsunda socken, Sigtuna kommun
- U 429, Åshusby, Norrsunda socken, Sigtuna kommun
- U 430, Åshusby, Norrsunda socken, Sigtuna kommun
- U 431, Åshusby, Norrsunda socken, Sigtuna kommun
- U 432, Åshusby, Norrsunda socken, Sigtuna kommun, försvunnen runsten
- U 433, Husby-Ärlinghundra socken, Sigtuna kommun
- U 434, Husby-Ärlinghundra socken, Sigtuna kommun
- U 435, Husby-Ärlinghundra socken, Sigtuna kommun
- U 436, Arnberga, Husby-Ärlinghundra socken, Sigtuna kommun
- U 437, Broby, Husby-Ärlinghundra socken, Sigtuna kommun
- U 438, Ekilla, Husby-Ärlinghundra socken, Sigtuna kommun
- U 439, Steninge, Husby-Ärlinghundra socken, Sigtuna kommun, runsten, försvunnen
- U 440, Odensala kyrka, Odensala socken, Sigtuna kommun
- U 441, Prästgården, Odensala socken, Sigtuna kommun
- U 442, Prästgården, Odensala socken, Sigtuna kommun
- U 443, Prästgården, Odensala socken, Sigtuna kommun
- U 444, Bromsta, Odensala socken, Sigtuna kommun
- U 445, Bromsta, Odensala socken, Sigtuna kommun, runsten
- U 446, Droppsta, Odensala socken, Sigtuna kommun, försvunnet runstensfragment
- U 447, Fransåker, Odensala socken, Sigtuna kommun, försvunnen runsten
- U 448, Harg, Odensala socken, Sigtuna kommun
- U 449, Harg, Odensala socken, Sigtuna kommun
- U 450, Harg, Odensala socken, Sigtuna kommun
- U 451, Hova, Odensala socken, Sigtuna kommun, försvunnet runstensfragment. Eventuellt samma runsten som U 452.
- U 452, Hova, Odensala socken, Sigtuna kommun, försvunnet runstensfragment. Eventuellt samma runsten som U 451.
- U 453, Kumla, Odensala socken, Sigtuna kommun
- U 454, Kumla, Odensala socken, Sigtuna kommun
- U 455, Näsbystenen, Näsby, Odensala socken, Sigtuna kommun
- U 456, Tollsta, Odensala socken, Sigtuna kommun
- U 457, Skråmsta, Haga socken, Sigtuna kommun
- U 458, Skråmsta, Haga socken, Sigtuna kommun, runstensfragment
- U 459, Skråmsta, Haga socken, Sigtuna kommun
- U 460, Skråmsta, Haga socken, Sigtuna kommun
- U 461, Torslunda, Haga socken, Sigtuna kommun
- U 462, Prästgården, Vassunda socken, Knivsta kommun
- U 463, Ala, Vassunda socken, runsten, Knivsta kommun
- U 464, Edeby, Vassunda socken, Knivsta kommun, runsten
- U 465, Smedby, Vassunda socken, Knivsta kommun
- U 466, Tibble, Vassunda socken, Knivsta kommun
- U 467, Tibble, Vassunda socken, Knivsta kommun
- U 468, Tibble, Vassunda socken, Knivsta kommun
- U 469, Tibble, Vassunda socken, Knivsta kommun
- U 470, Knivsta gamla kyrka, Knivsta socken, Knivsta kommun
- U 471, Sankta Birgittakyrkan, Knivsta socken, Knivsta kommun
- U 472, Skottsela, Knivsta socken, Knivsta kommun
- U 473, Skottsela, Knivsta socken, Knivsta kommun
- U 474, Vickeby, Knivsta socken, Knivsta kommun
- U 475, Vickeby, Knivsta socken, Knivsta kommun, runhäll
- U 476, Vickeby, Knivsta socken, Knivsta kommun, försvunnen runsten
- U 477, Vickeby, Knivsta socken, Knivsta kommun, försvunnen runsten
- U 478, Ängby, Knivsta socken, Knivsta kommun
- U 479, Prästgården, Alsike socken, Knivsta kommun
- U 480, Tagsta, Alsike socken, Knivsta kommun
- U 481, Lagga kyrka, Lagga socken, Knivsta kommun, runsten
- U 482, Kasby, Lagga socken, Knivsta kommun, runsten
- U 483, Kasby, Lagga socken, Knivsta kommun, runsten
- U 484, Kasby, Lagga socken, Knivsta kommun, runsten
- U 485, Marma, Lagga socken, Knivsta kommun, runsten
- U 486, Morby, Mora stenar, Lagga socken, Knivsta kommun
- U 487, Morby, Mora äng, Lagga socken, Knivsta kommun
- U 488, Morby, Mora stenar, Lagga socken, Knivsta kommun
- U 489, Universitetsparken, Uppsala, tidigare i Morby, Lagga socken, Knivsta kommun
- U 490, Olunda, Lagga socken, Knivsta kommun
- U 491, Årby, Lagga socken, Knivsta kommun
- U 492, Örby, Lagga socken, Knivsta kommun
- U 493, Brunnby, Östuna socken, Knivsta kommun, försvunnet runstensfragment
- U 494, Husby-Långhundra kyrka, Husby-Långhundra socken, Knivsta kommun
- U 495, Husby-Långhundra kyrka, Husby-Långhundra socken, Knivsta kommun
- U 496, Tibble, Husby-Långhundra socken, Knivsta kommun
- U 497, Tibble, Husby-Långhundra socken, Knivsta kommun
- U 498, Åby, Husby-Långhundra socken, Knivsta kommun
- U 499, Lilla Gottröra, Gottröra socken, Norrtälje kommun

## U500-U599

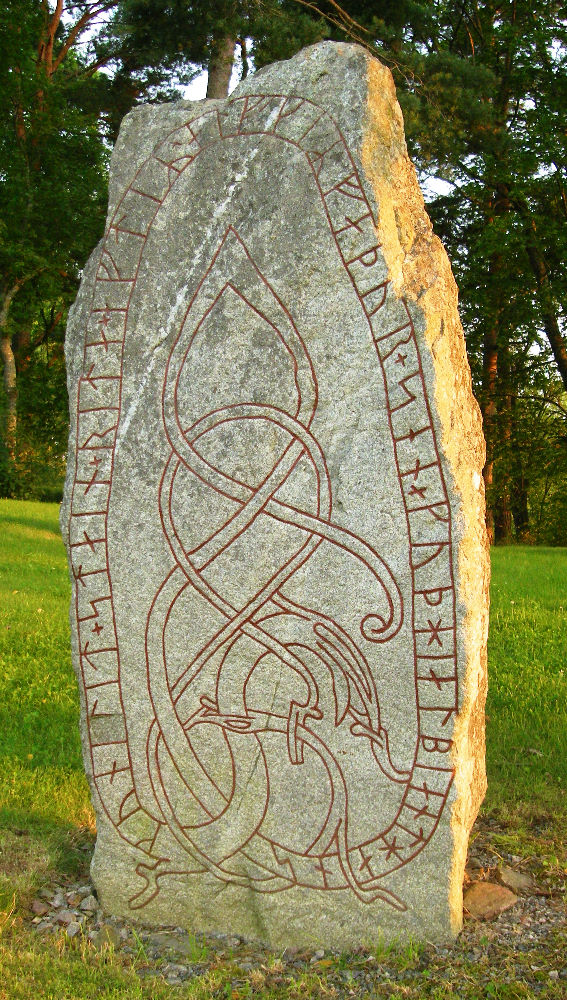
Upplands runinskrifter 515 vid Rimbo kyrka.

- U 500, Johannesberg, Gottröra socken, Norrtälje kommun
- U 501, Närtuna kyrka, Närtuna socken, Norrtälje kommun
- U 502, Ingelsta, Närtuna socken, Norrtälje kommun
- U 503, Malmby, Närtuna socken, runsten, Norrtälje kommun
- U 504, Ubby, Närtuna socken, runsten, Norrtälje kommun
- U 505, Kårsta kyrka, Kårsta socken, Vallentuna kommun
- U 506, Broby, Kårsta socken, Vallentuna kommun
- U 507, Broby, Kårsta socken, Vallentuna kommun
- U 508, Gillberga, Kårsta socken, Vallentuna kommun
- U 509, Hall, Kårsta socken, Vallentuna kommun
- U 510, Mälsta, Kårsta socken, Vallentuna kommun
- U 511, Mälsta, Kårsta socken, Vallentuna kommun
- U 512, Tjäran, Fasterna socken, Norrtälje kommun
- U 513, Rimbo kyrka, Rimbo socken, Norrtälje kommun
- U 514, Rimbo kyrka, Rimbo socken, Norrtälje kommun
- U 515, Rimbo kyrka, Rimbo socken, Norrtälje kommun
- U 516, Rimbo kyrka, Rimbo socken, Norrtälje kommun, försvunnet runstensfragment
- U 517, Skederids kyrka, Skederids socken, Norrtälje kommun
- U 518, Västra Ledinge, Skederids socken, Norrtälje kommun
- U 519, Salmunge, Skederids socken, Norrtälje kommun
- U 520, Salmunge, Björkholmen, Skederids socken, Norrtälje kommun, försvunnet runstensfragment
- U 521, Länna kyrka, Länna socken, Norrtälje kommun
- U 522, Hammarby, Länna socken, Norrtälje kommun
- U 523, Hammarby, Länna socken, Norrtälje kommun
- U 524, Penningby, Länna socken, Norrtälje kommun
- U 525, Österlisa, Länna socken, Norrtälje kommun
- U 526, Frötuna kyrka, Frötuna socken, Norrtälje kommun
- U 527, Frötuna kyrka, Frötuna socken, Norrtälje kommun
- U 528, Görla, Frötuna socken, Norrtälje kommun, försvunnen runsten
- U 529, Sika, Frötuna socken, Norrtälje kommun
- U 530, Brodds sten, Norrtäljeån, försvunnen runsten, nu nyskapad replik, Norrtälje, Norrtälje kommun
- U 531, Kvisthamra, Norrtälje, Norrtälje kommun
- U 532, Roslags-Bro kyrka, Roslags-Bro socken, Norrtälje kommun
- U 533, Roslags-Bro kyrka, Roslags-Bro socken, Norrtälje kommun
- U 534, Roslags-Bro kyrka, Roslags-Bro socken, Norrtälje kommun
- U 535, Roslags-Bro kyrka, Roslags-Bro socken, Norrtälje kommun
- U 536, Roslags-Bro kyrka, Roslags-Bro socken, Norrtälje kommun
- U 537, Bredsätra, Roslags-Bro socken, Norrtälje kommun
- U 538, Ösby, Roslags-Bro socken, Norrtälje kommun
- U 539, Husby-Sjuhundra kyrka, Husby-Lyhundra socken, Norrtälje kommun, runsten
- U 540, Husby-Sjuhundra kyrka, Husby-Lyhundra socken, Norrtälje kommun, runsten
- U 541, Husby-Sjuhundra kyrka, Husby-Lyhundra socken, Norrtälje kommun, runsten
- U 542, Husby-Sjuhundra kyrka, Husby-Lyhundra socken, Norrtälje kommun
- U 543, Husby-Sjuhundra kyrka, Husby-Lyhundra socken, Norrtälje kommun
- U 544, Husby-Sjuhundra kyrka, Husby-Lyhundra socken, Norrtälje kommun
- U 545, Husby-Sjuhundra kyrka, Husby-Lyhundra socken, Norrtälje kommun
- U 546, Husby-Sjuhundra kyrka, Husby-Lyhundra socken, Norrtälje kommun
- U 547, Husby-Sjuhundra kyrka, Husby-Lyhundra socken, Norrtälje kommun
- U 548, Husby-Sjuhundra kyrka, Husby-Lyhundra socken, Norrtälje kommun
- U 549, Husby-Sjuhundra kyrka, Husby-Lyhundra socken, Norrtälje kommun
- U 550, Husby-Sjuhundra kyrka, Husby-Lyhundra socken, Norrtälje kommun
- U 551, Husby-Sjuhundra kyrka, Husby-Lyhundra socken, Norrtälje kommun
- U 552, Husby-Sjuhundra kyrka, Husby-Lyhundra socken, Norrtälje kommun
- U 553, Husby-Sjuhundra kyrka, Husby-Lyhundra socken, Norrtälje kommun
- U 554, Husby-Sjuhundra kyrka, Husby-Lyhundra socken, Norrtälje kommun
- U 555, Husby-Sjuhundra kyrka, Husby-Lyhundra socken, Norrtälje kommun
- U 556, Husby-Sjuhundra kyrka, Husby-Lyhundra socken, Norrtälje kommun
- U 557, Prästgården, Husby-Lyhundra socken, Norrtälje kommun
- U 558, Prästgården, Husby-Lyhundra socken, Norrtälje kommun, nu vid Husby-Sjuhundra kyrka
- U 559, Malsta kyrka, Malsta socken, Norrtälje kommun
- U 560, Malsta kyrka, Malsta socken, Norrtälje kommun
- U 561, Malsta kyrka, Malsta socken, Norrtälje kommun
- U 562, Malsta kyrka, Malsta socken, Norrtälje kommun
- U 563, Malsta kyrka, Malsta socken, Norrtälje kommun
- U 564, Malsta kyrka, Malsta socken, Norrtälje kommun
- U 565, Ekeby skog, Malsta socken, Norrtälje kommun, runsten
- U 566, Vällingsö, Malsta socken, Norrtälje kommun
- U 567, Lohärads kyrka, Lohärads socken, Norrtälje kommun
- U 568, Prästgården, Lohärads socken, Norrtälje kommun
- U 569, Prästgården, Lohärads socken, Norrtälje kommun, utgör en del av U 568
- U 570, Hållsta, Lohärads socken, Norrtälje kommun
- U 571, Hållsta, Lohärads socken, Norrtälje kommun
- U 572, Kragsta, Lohärads socken, Norrtälje kommun
- U 573, Kragsta, Lohärads socken, Norrtälje kommun
- U 574, Estuna kyrka, Estuna socken, Norrtälje kommun
- U 575, Estuna kyrka, Estuna socken, Norrtälje kommun
- U 576, Estuna kyrka, Estuna socken, Norrtälje kommun
- U 577, Estuna kyrka, Estuna socken, Norrtälje kommun, försvunnet runstensfragment
- U 578, Eneby, Estuna socken, Norrtälje kommun, försvunnen runsten
- U 579, Hårnacka, Estuna socken, Norrtälje kommun
- U 580, Hårnacka, Estuna socken, Norrtälje kommun, tre runstensfragment
- U 581, Nånö, Estuna socken, Norrtälje kommun
- U 582, Söderby-Karls kyrka, Söderby-Karls socken, Roslagen, Norrtälje kommun, runsten, försvunnen
- U 583, S:t Karls ruin, Söderby-Karls socken, Norrtälje kommun, fragment
- U 584, Söderby-Karls museum, Söderby-Karls socken, Norrtälje kommun
- U 585, Igelsta, Söderby-Karls socken, Norrtälje kommun
- U 586, Bro, Edsbro socken, Norrtälje kommun
- U 587, Bro, Edsbro socken, Norrtälje kommun
- U 588, Gärsta, Edsbro socken, Norrtälje kommun
- U 589, Räkinde, Edsbro socken, Norrtälje kommun
- U 590, Burvik, Knutby socken, Uppsala kommun
- U 591, Burvik, Knutby socken, Uppsala kommun
- U 592, Gränsta, Knutby socken, Uppsala kommun
- U 593, Ortala sjöhage, Väddö socken, Norrtälje kommun
- U 594, Ortalalund, Väddö socken, Norrtälje kommun
- U 595, Hargs skog, Hargs socken, Östhammars kommun
- U 596, Malsätra, Hargs socken, Östhammars kommun
- U 597, Hökhuvuds prästgård, Hökhuvuds kyrka, Hökhuvuds socken, Östhammars kommun, hopfogade fragment
- U 598, Borggården, Hökhuvuds socken, Östhammars kommun
- U 599, Hanunda, Hökhuvuds socken, Östhammars kommun

## U600-U699

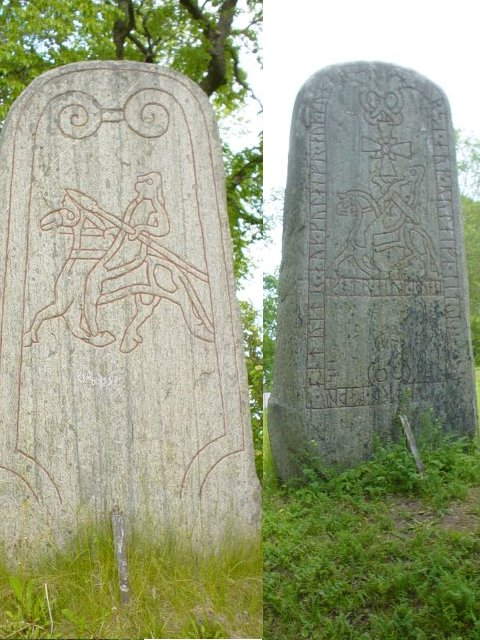
Bak- och framsidan av Upplands runinskrifter 678 vid Skoklosters kyrka.

- U 600, Sund, Börstils socken, Östhammars kommun
- U 601, Sund, Börstils socken, Östhammars kommun, försvunnen ornamental ristad sten
- U 602, Valö kyrka, Valö socken, Östhammars kommun
- U 603, Valö kyrka, Valö socken, Östhammars kommun
- U 604, Stäket, Stockholms-Näs socken, Upplands-Bro kommun, runstensfragment
- U 605, Stäket, Stockholms-Näs socken, Upplands-Bro kommun, runhäll, försvunnen
- U 606, Västra Ryds kyrka, Västra Ryds socken, Upplands-Bro kommun
- U 607, Västra Ryds kyrka, Västra Ryds socken, Upplands-Bro kommun
- U 608, Prästgården, Västra Ryds socken, Upplands-Bro kommun
- U 609, Prästgården, Västra Ryds socken, Upplands-Bro kommun, försvunnet runstensfragment
- U 610, Granhammar, Västra Ryds socken, Upplands-Bro kommun
- U 611, Tibble, Västra Ryds socken, Upplands-Bro kommun
- U 612, Tibble, Västra Ryds socken, Upplands-Bro kommun
- U 613, Torsätra, Västra Ryds socken, Upplands-Bro kommun, runsten, nu i SHM
- U 614, Torsätrastenen, Torsätra, Västra Ryds socken, Upplands-Bro kommun, runsten
- U 615, Tranbygge kvarn, Västra Ryds socken, Upplands-Bro kommun, försvunnen runsten
- U 616, Tång, Västra Ryds socken, Upplands-Bro kommun
- U 617, Assurs sten eller Brostenen, Bro kyrka, Bro socken, Upplands-Bro kommun
- U 618, i Bro kyrka, Bro socken, Upplands-Bro kommun
- U 619, i Bro kyrka, Bro socken, Upplands-Bro kommun
- U 620, Finnsta, Bro socken, Upplands-Bro kommun
- U 621, Härnevi, Bro socken, Upplands-Bro kommun
- U 622, Härnevi, Bro socken, Upplands-Bro kommun
- U 623, Jursta, Bro socken, Upplands-Bro kommun
- U 624, Ullvi, Bro socken, Upplands-Bro kommun
- U 625, Välla tä, Bro socken, Upplands-Bro kommun
- U 626, Bälby, Håbo-Tibble socken, Upplands-Bro kommun
- U 627, Jädra tä, Håbo-Tibble socken, Upplands-Bro kommun, försvunnen runsten
- U 628, Jädra tä, Håbo-Tibble socken, Upplands-Bro kommun, försvunnen runsten
- U 629, Grynsta backe, Svartsta, Håbo-Tibble socken, Upplands-Bro kommun
- U 630, Västra Tibble, Håbo-Tibble socken, Upplands-Bro kommun
- U 631, Kalmar kyrka, Kalmar socken, Håbo kommun, nu i SHM
- U 632, Kalmar kyrka, Kalmar socken, Håbo kommun
- U 633, Broby, Kalmar socken, Håbo kommun
- U 634, Enby, Kalmar socken, Håbo kommun, försvunnen runristning
- U 635, Låddersta, Kalmar socken, Håbo kommun
- U 636, Låddersta, Kalmar socken, Håbo kommun
- U 637, Låddersta, Kalmar socken, Håbo kommun
- U 638, Mansängen, Kalmar socken, Håbo kommun
- U 639, Skörby, Kalmar socken, Håbo kommun, försvunnet runstensfragment
- U 640, Väppeby, Kalmar socken, Håbo kommun
- U 641, Brunnsta bro, Yttergrans socken
- U 642, Ekilla bro, Yttergrans socken
- U 643, Ekilla bro, Yttergrans socken
- U 644, Ekilla bro, Yttergrans socken
- U 645, Lundby, Yttergrans socken
- U 646, Yttergrans by, Yttergrans socken
- U 647, Övergrans kyrka, Övergrans socken
- U 648, Övergrans kyrka, Övergrans socken
- U 649, Övergrans kyrka, Övergrans socken
- U 650, Jädra, Övergrans socken
- U 651, Kumla, Övergrans socken
- U 652, Kumla, Övergrans socken
- U 653, Kumla, Övergrans socken
- U 654 (Varpsundsstenen), Varpsund, Övergrans socken
- U 655, Håtuna kyrka, Håtuna socken
- U 656, Bjursta, Håtuna socken
- U 657, Kålsta, Håtuna socken
- U 658, Håtuna kyrka, Håtuna socken (tidigare i Nibble)
- U 659, Nibble, Håtuna socken
- U 660, i Håtuna kyrka, Håtuna socken
- U 661, Råby, Håtuna socken
- U 662, Signildsberg, Håtuna socken
- U 663, Signildsberg, Håtuna socken
- U 664, Häggeby kyrka, Häggeby socken, nu i SHM med kopia vid kyrkan
- U 665, Finstaholm, Häggeby socken
- U 666, Finsta, Häggeby socken
- U 667, Hassla, Häggeby socken
- U 668, Kålsta, Häggeby socken
- U 669, Kålsta, Häggeby socken
- U 670, Rölunda, Häggeby socken
- U 671, Rölunda, Häggeby socken
- U 672, Rölunda, Häggeby socken
- U 673, Rölunda, Häggeby socken
- U 674, Skadevi, Häggeby socken
- U 675, Skadevi, Häggeby socken
- U 676, Viksjö, Häggeby socken
- U 677, Viksjö, Häggeby socken
- U 678, Skoklosters kyrka, Skoklosters socken, runsten
- U 679, Skoklosters kyrka, Skoklosters socken, runsten
- U 680, Skoklosters kyrka, Skoklosters socken
- U 681, Skoklosters kyrka, Skoklosters socken
- U 682, Kaddala, Skoklosters socken, försvunnen runsten
- U 683, Linda, Skoklosters socken
- U 684, Råberga, Skoklosters socken
- U 685, Sanda, Skoklosters socken
- U 686, Sanda, Skoklosters socken
- U 687, Sjusta, Skoklosters socken
- U 688, Stavsund, Skoklosters socken
- U 689, Säby, Skoklosters socken
- U 690, Hälsingbo, Arnö socken
- U 691, Söderby, Arnö socken
- U 692, Väppeby, Arnö socken
- U 693, Navsta, Torsvi socken
- U 694, Veckholms kyrka, Veckholms socken
- U 695, Veckholms kyrka, Veckholms socken
- U 696, Veckholms kyrka, Veckholms socken
- U 697, Veckholms kyrka, Veckholms socken
- U 698, Veckholms kyrka, Veckholms socken
- U 699, Amnö, Veckholms socken, runsten, nu på Ekholmen

## U700-U799
- U 700, Kynge, Veckholms socken
- U 701, Kynge, Veckholms socken
- U 702, Kynge, Veckholms socken

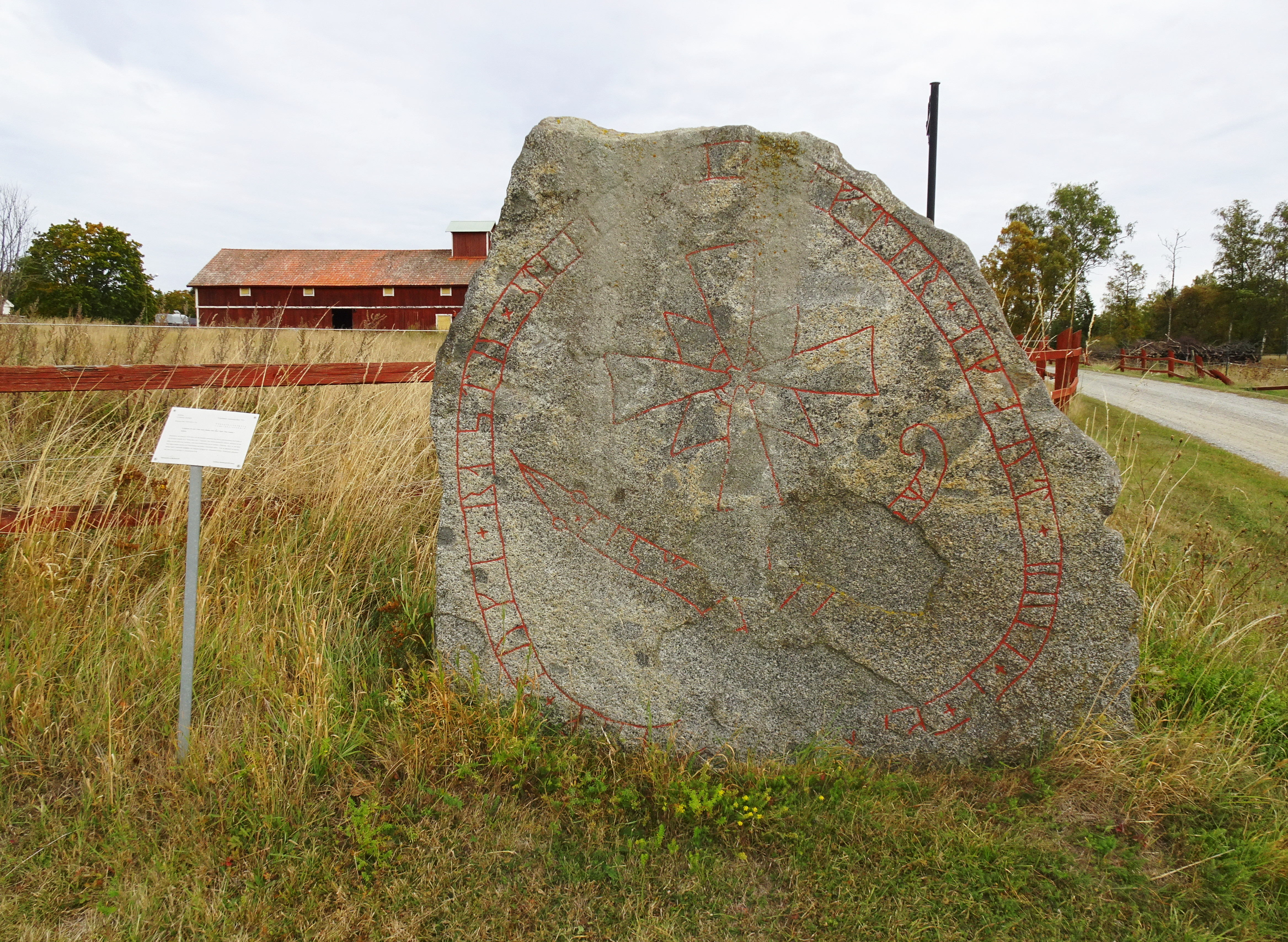
Upplands runinskrifter 755, Kälstastenen, mellan Härkeberga kyrka och Skolsta.

- U 703, Västra Väppeby, Veckholms socken
- U 704, Öster-Dalby, Veckholms socken
- U 705, Öster-Dalby, Veckholms socken
- U 706, Öster-Dalby, Veckholms socken
- U 707, Kungs-Husby kyrka, Kungs-Husby socken
- U 708, Kungs-Husby kyrka, Kungs-Husby socken
- U 709, Kungs-Husby kyrka, Kungs-Husby socken
- U 710, Kungs-Husby by, nu i Lillkyrka kyrka, Lillkyrka socken, runstensfragment som utgör en del av U 707
- U 711, Nybygget, Kungs-Husby socken
- U 712, Skeberga, Kungs-Husby socken
- U 713, Skeberga, Kungs-Husby socken, försvunnen runsten
- U 714, Skeberga, Kungs-Husby socken
- U 715, Ännesta, Hacksta socken, runstensfragment
- U 716, Viggby, Lillkyrka socken
- U 717, Värnsta, Lillkyrka socken
- U 718, Vallby kyrka, Vallby socken, försvunnen runsten
- U 719, Folsberga, Vallby socken, runsten
- U 720, Hånningby, Vallby socken
- U 721, Löts kyrka, Löts socken
- U 722, Löts kyrka, Löts socken
- U 723, Hummelsta, Vallby, Löts socken
- U 724, Hummelsta, Vallby, Löts socken
- U 725, Hummelsta, Vallby, Löts socken
- U 726, Ramby, Löts socken
- U 727, Tängby, Lund, Löts socken
- U 728, Tängby, Lund, Löts socken
- U 729, Ågerstastenen, Ågersta, Löts socken
- U 730, Grillby, Villberga socken, försvunnet runstensfragment
- U 731, Grillby, Villberga socken
- U 732, Kvigbjörnstenen, Grillby Sörskog, Villberga socken
- U 733, Hässleby, Villberga socken
- U 734, Linsunda, Villberga socken
- U 735, Långnarö, Villberga socken
- U 736, Långnarö, Villberga socken
- U 737, Långnarö, Villberga socken
- U 738, Villberga by, Villberga socken
- U 739, Gådi, Boglösa socken
- U 740, Hemsta, Boglösa socken
- U 741, Hemsta, Boglösa socken
- U 742, Myrby, Boglösa socken
- U 743, Myrby, Boglösa socken
- U 744, Gidsmarken, Husby-Sjutolfts socken
- U 745, Hammaren, Husby-Sjutolfts socken
- U 746, Hårby, Husby-Sjutolfts socken, runsten
- U 747, Kullinge, Husby-Sjutolfts socken
- U 748, Kysinge, Husby-Sjutolfts socken
- U 749, Sävsta, Husby-Sjutolfts socken
- U 750, Viggby, Husby-Sjutolfts socken
- U 751, Viggby, Husby-Sjutolfts socken
- U 752, Viggby, Husby-Sjutolfts socken
- U 753, Litslena prästgård, Litslena socken
- U 754, Hällby, Litslena socken
- U 755, Kälsta, Litslena socken
- U 756, Ullstämma, Litslena socken
- U 757, Ullstämma, Litslena socken
- U 758, Sankt Ilians ödekyrka, Enköping, Enköpings stad, nu i Afzeliusparken, runsten
- U 759, Sankt Ilians ödekyrka, Enköping, Enköpings stad, nu i Skolparken, runsten
- U 760, Sankt Ilians ödekyrka, Enköping, Enköpings stad, samma sten som runstensfragmentet U 796
- U 761, Enköping, Enköpings stad
- U 762, Brunna, Vårfrukyrka socken
- U 763, Klista, Vårfrukyrka socken
- U 764, Klista, Vårfrukyrka socken
- U 765, Klista, Vårfrukyrka socken
- U 766, Norrby, Back-Norrby, Vårfrukyrka socken
- U 767, Norrby, Back-Norrby, Vårfrukyrka socken
- U 768, Norrby, Grop-Norrby, Vårfrukyrka socken
- U 769, Testeby, Vårfrukyrka socken, nu i Valla
- U 770, Tjursåker, Ristingsbo, Vårfrukyrka socken
- U 771, Tjursåker, Ristingsbo, Vårfrukyrka socken
- U 772, Ytter-Gångsta, Vårfrukyrka socken
- U 773, Enköpings-Näs kyrka, Enköpings-Näs socken
- U 774, Hjulsta, Enköpings-Näs socken
- U 775, Väppeby, Enköpings-Näs socken
- U 776, Väppeby, Enköpings-Näs socken
- U 777, Teda Prästgård
- U 778, Svinnegarns kyrka, Svinnegarns socken
- U 779, Svinnegarns kyrka, Svinnegarns socken
- U 780, Svinnegarns kyrka, Svinnegarns socken
- U 781, Svinnegarns kyrkogård, Svinnegarns socken
- U 782, Svinnegarns kyrkogård, Svinnegarns socken
- U 783, Svinnegarns kyrkogård, Svinnegarns socken
- U 784, Svinnegarns skola, Svinnegarns socken
- U 785, Tillinge kyrka, Tillinge socken
- U 786, Hansta, Tillinge socken
- U 787, Hansta, Tillinge socken
- U 788, Stora Järstena, Tillinge socken
- U 789, Mälby, Tillinge socken
- U 790, Mälby, Tillinge socken
- U 791, Tibble, Tillinge socken
- U 792, Ullunda, Tillinge socken
- U 793, Ullunda, Tillinge socken
- U 794, Vindsberga, Tillinge socken
- U 795, Breds kyrka
- U 796, Sparrsätra kyrka, Sparrsätra socken, runstensfragment, samma sten som U 760
- U 797, Nyby, Sparrsätra socken
- U 798, Torgesta, Sparrsätra socken
- U 799, Långtora kyrka, Långtora socken

## U800-U899

Upplands runinskrifter 871, Ölstastenen, numera på Skansen.

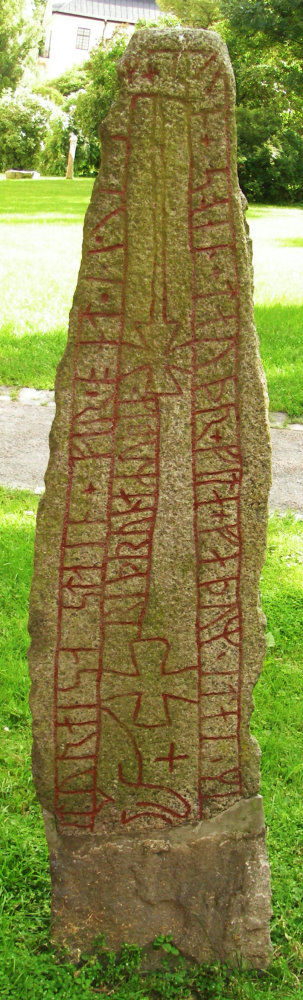
Upplands runinskrifter 896 i Universitetsparken, Uppsala.

- U 800, Långtora kyrka, Långtora socken
- U 801, Långtora prästgård, Långtora socken
- U 802, Långtora gärde, Långtora socken
- U 803, Långtora by, Långtora socken
- U 804, Långtora by, Långtora socken
- U 805, Fröslunda kyrka, Fröslunda socken
- U 806, Fröslunda kyrka, Fröslunda socken
- U 807, Eneberga, Fröslunda socken, runstensfragment, nu i Fröslunda kyrka
- U 808, Eneberga, Hamra, Fröslunda socken
- U 809, Härvesta, Nopskäl, Fröslunda socken
- U 810, Nopskäl, Fröslunda socken
- U 811, Hjälsta kyrka, Hjälsta socken
- U 812, Hjälsta kyrka, Hjälsta socken
- U 813, Brunnsta, Hjälsta socken
- U 814, Bälsunda, Hjälsta socken
- U 815, Bälsunda, Hjälsta socken
- U 816, Bälsunda, Hjälsta socken
- U 817, Bälsunda, Hjälsta socken
- U 818, Gryta, Kulla socken
- U 819, Mysinge, Kulla socken, runsten
- U 820, Mysinge, Kulla socken
- U 821, Mysinge, Kulla socken
- U 822, Rävsta, Kulla socken
- U 823, Rävsta, Kulla socken, försvunnet runstensfragment
- U 824, Holms kyrka, Holms socken
- U 825, Gymminge, Holms socken
- U 826, Mysinge, Holms socken
- U 827, Valby, Holms socken
- U 828, Bodarna, Fittja socken
- U 829, Furby, Furbylund, Giresta socken
- U 830, Furby, Giresta socken
- U 831, Giresta by, Giresta socken
- U 832, Nysätra kyrka, Nysätra socken
- U 833, Nysätra kyrka, Nysätra socken
- U 834, Nysätra skola, nu Nysätra kyrka, Nysätra socken
- U 835, Nysätra prästgård, Nysätra socken
- U 836, Alsta, Nysätra socken
- U 837, Alsta, Nysätra socken
- U 838, Ryda kungsgård, Nysätra socken
- U 839, Ryda kungsgård, Nysätra socken
- U 840, i Dalby kyrka, Dalby socken
- U 841, i Dalby kyrka, Dalby socken, runstensfragment
- U 842, Hälleberga ägogräns, Dalby socken
- U 843, Hässle, Dalby socken
- U 844, Viggeby, Dalby socken
- U 845, Viggeby, Dalby socken
- U 846, Västeråkers kyrka, Västeråkers socken, runsten
- U 847, Västeråkers kyrka, Västeråkers socken
- U 848, Torresta, Västeråkers socken
- U 849, Balingsta kyrka, Balingsta socken, en runsten, försvunnen
- U 850, Balingsta kyrka, Balingsta socken, ett fragment, försvunnen
- U 851, Balingsta kyrka, Balingsta socken
- U 852, Balingsta kyrka, Balingsta socken
- U 853, Skolhuset, Balingsta socken
- U 854, Prästgården, Balingsta socken
- U 855, Bökstastenen, Balingsta, Balingsta socken
- U 856, Frövi, Balingsta socken
- U 857, Frövi, Balingsta socken
- U 858, Kumla, Balingsta socken
- U 859, Måsta, Balingsta socken, strax intill Riksväg 55
- U 860, Måsta, Balingsta socken
- U 861, Norsta, Balingsta socken
- U 862, Säva, Balingsta socken
- U 863, Tibble, Balingsta socken
- U 864, Vik, Balingsta socken
- U 865, Vik, Balingsta socken
- U 866, Björnome, Gryta socken
- U 867, Gryta, Gryta socken
- U 868, Ransta, Gryta socken
- U 869, Salnecke, Björkendal, Gryta socken, nu i Upplandsmuseet
- U 870, Säva, Gryta socken
- U 871, Ölstastenen, Gryta socken
- U 872, Ölsta, Gryta socken
- U 873, Örsunda, Gryta socken
- U 874, Hagby kyrka, Hagby socken
- U 875, Focksta, Hagby socken
- U 876, Focksta, Hagby socken
- U 877, Möjbrostenen, nu i SHM
- U 878, Möjbro, Hagby socken
- U 879, Bragby, Ramsta socken
- U 880, Skogstibble kyrka, Skogs-Tibble socken
- U 881, Skogstibble kyrka, Skogs-Tibble socken
- U 882, Skogstibble kyrka, Skogs-Tibble socken
- U 883, Prästgården, Skogs-Tibble socken
- U 884, Ingla, Skogs-Tibble socken
- U 885, Ingla, Skogs-Tibble socken
- U 886, Ingla, Skogs-Tibble socken, nu i Uppsala
- U 887, Skillsta, Skogs-Tibble socken
- U 888, Ångelsta, Skogs-Tibble socken
- U 889, Västerby, Ålands socken
- U 890, Österby, Ålands socken
- U 891, Uppsala-Näs kyrka, Uppsala-Näs socken
- U 892, Uppsala-Näs kyrka, Uppsala-Näs socken, försvunnet runstensfragment
- U 893, Högby, Uppsala-Näs socken
- U 894, Söderby, Uppsala-Näs socken
- U 895, nära Hågahögen i Uppsala, runsten
- U 896, Universitetsparken, Uppsala, runsten
- U 897, Norby, runhäll
- U 898, Norby, runhäll
- U 899, Vårdsätrastenen, Vårdsätra, Bondkyrka socken, runsten

## U900-U999
- U 900, Läby kyrka, Läby socken
- U 901, Håmö, Läby socken, nu i SHM
- U 902, Kvarnbo, Läby socken
- U 903, Västerby, Läby socken

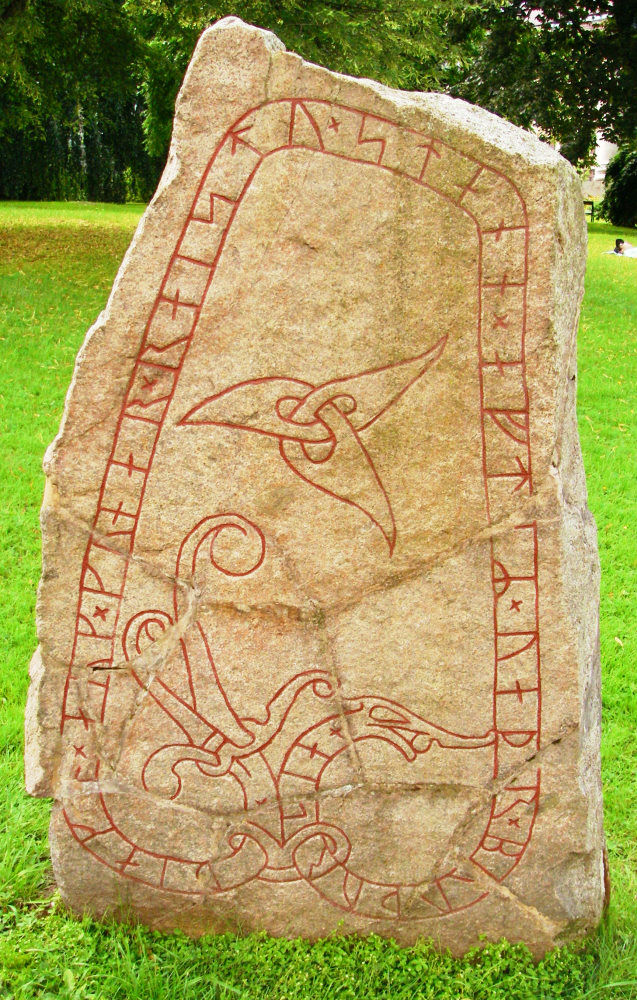
Upplands runinskrifter 937 i Universitetsparken, Uppsala.

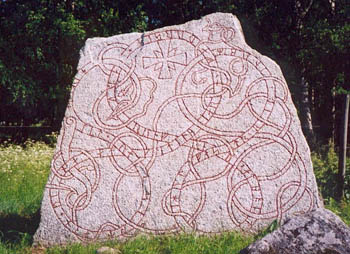
Upplands runinskrifter 961, Vaksalastenen, i närheten av Vaksala kyrka.

- U 904, Västerby, Läby Vad, Läby socken
- U 905, Vänge kyrka, Vänge socken
- U 906, Brunna, Vänge socken
- U 907, Bärby, Vänge socken
- U 908, Fiby, Vänge socken
- U 909, Finnsta, Vänge socken, flyttad till Uppsala, fyra runstensfragment
- U 910, Körlinge, nu i Brunna, Vänge socken
- U 911, Åltomta bro, Vänge socken
- U 912, Börje kyrka, Börje socken
- U 913, Brunnby, Börje socken
- U 914, Ströja, Börje socken
- U 915, Tiby, Börje socken
- U 916, Ängeby, Börje socken
- U 917, Jumkils kyrka, Jumkils socken
- U 918, Blacksta, Jumkils socken
- U 919, Blacksta, Jumkils socken
- U 920, Broholm, Jumkils socken
- U 921, Holmsta, Jumkils socken
- U 922, i Uppsala domkyrka
- U 923, i Uppsala domkyrka
- U 924, i Uppsala domkyrka
- U 925, i Uppsala domkyrka
- U 926, i Uppsala domkyrka, försvunnen runsten
- U 927, i Uppsala domkyrka, försvunnet runstensfragment
- U 928, i Uppsala domkyrka, försvunnet runstensfragment
- U 929, vid Uppsala domkyrka
- U 930, i Uppsala domkyrka, försvunnet runstensfragment
- U 931, Universitetsparken, Uppsala
- U 932, Universitetsparken, Uppsala
- U 933, Universitetsparken, Uppsala
- U 934, Universitetsparken, Uppsala
- U 935, Universitetsparken, Uppsala
- U 936, Svartbäckstull, Uppsala, försvunnen
- U 937, Universitetsparken, Uppsala (från Franciskankonventet)
- U 938, Universitetsparken, Uppsala (från Franciskankonventet)
- U 939, Universitetsparken, Uppsala (från Franciskankonventet)
- U 940, Universitetsparken, Uppsala (från Franciskankonventet)
- U 941, Upplandsmuseet (från Franciskankonventet)
- U 942, fynd från Bredgränd, Uppsala
- U 943, Universitetsparken, Uppsala
- U 944, Upplandsmuseet, fynd från schaktningar i Uppsala
- U 945, vid Danmarks kyrka, Danmarks socken
- U 946, vid Danmarks kyrka, Danmarks socken
- U 947, Falebro, utmed vägen mellan Danmarks kyrka och Sävja
- U 948, på en åker vid Falebro mellan Danmarks kyrka och Sävja
- U 949, Lunda, Danmarks socken
- U 950, utmed vägen mellan Danmarks kyrka och Myrby
- U 951, Säby, Danmarks socken
- U 952, Sällinge, Danmarks socken
- U 953, Sällinge, Danmarks socken
- U 954, Söderby, Danmarks socken
- U 955, Tjocksta, Danmarks socken
- U 956, norr om länsväg 282 vid Vedyxa, Danmarks socken
- U 957, på en åker söder om länsväg 282 vid Vedyxa, Danmarks socken
- U 958, Villinge, Danmarks socken
- U 959, Vaksala kyrka, Vaksala socken
- U 960, Vaksala kyrka, Vaksala socken
- U 961, Vaksala kyrka, nu Vaksalahöjden, Vaksalastenen, Vaksala socken, runsten
- U 962, Vaksala kyrka, Vaksala socken
- U 963, Vaksala kyrka, Vaksala socken
- U 964, Vaksala kyrka, Vaksala socken
- U 965, Vaksala kyrka, Vaksala socken
- U 966, Vaksala kyrka, Vaksala socken
- U 967, Vaksala kyrka, Vaksala socken
- U 968, Bolsta, Vaksala socken
- U 969, Årsta, Vaksala socken
- U 970, Årsta, Vaksala socken
- U 971, Eke, Vaksala socken
- U 972, Gnista, Vaksala socken
- U 973, Gränby, Vaksala socken
- U 974, Jädra, Vaksala socken
- U 975, Lunda, Vaksala socken
- U 976, Råby, Vaksala socken
- U 977, Vittulsberg, Vaksala socken
- U 978, vid Gamla Uppsala kyrka
- U 979, vid Gamla Uppsala kyrka
- U 980, Prästgården, Gamla Uppsala socken, nu vid Gamla Uppsala kyrka, fragment
- U 981, Prästgården, Gamla Uppsala socken, troligen samma sten som U 980
- U 982, Bredåker, Gamla Uppsala socken
- U 983, Bärby, Gamla Uppsala socken, nu Upplands flygflottiljs område
- U 984, Ekeby, Gamla Uppsala socken
- U 985, Hämringe, Gamla Uppsala socken
- U 986, Kungsgården, Samnan, Gamla Uppsala socken
- U 987, Funbo kyrka, Funbo socken
- U 988, Funbo kyrka, Funbo socken
- U 989, Funbo kyrka, Funbo socken
- U 990, Broby, Funbo socken
- U 991, Broby, Funbo socken
- U 992, Broby, Funbo socken
- U 993, Bärby, Funbo socken, ursprungligen Brunnby
- U 994, Brunnby, Funbo socken, försvunnet runstensfragment
- U 995, Funbobro, Funbo socken
- U 996, Karberga, Funbo socken
- U 997, Lövsta, Funbo socken
- U 998, Marielund, Funbo socken
- U 999, Åkerby, Funbo socken

## U1000-U1099
- U 1000, Rasbo kyrka, Rasbo socken
- U 1001, Rasbo kyrka, Rasbo socken
- U 1002, Rasbo kyrka, Rasbo socken
- U 1003, Frötuna, Rasbo socken
- U 1004, Frötuna, Rasbo socken
- U 1005, Hov, Rasbo socken
- U 1006, Lejsta, Rasbo socken
- U 1007, Visteby, Rasbo socken

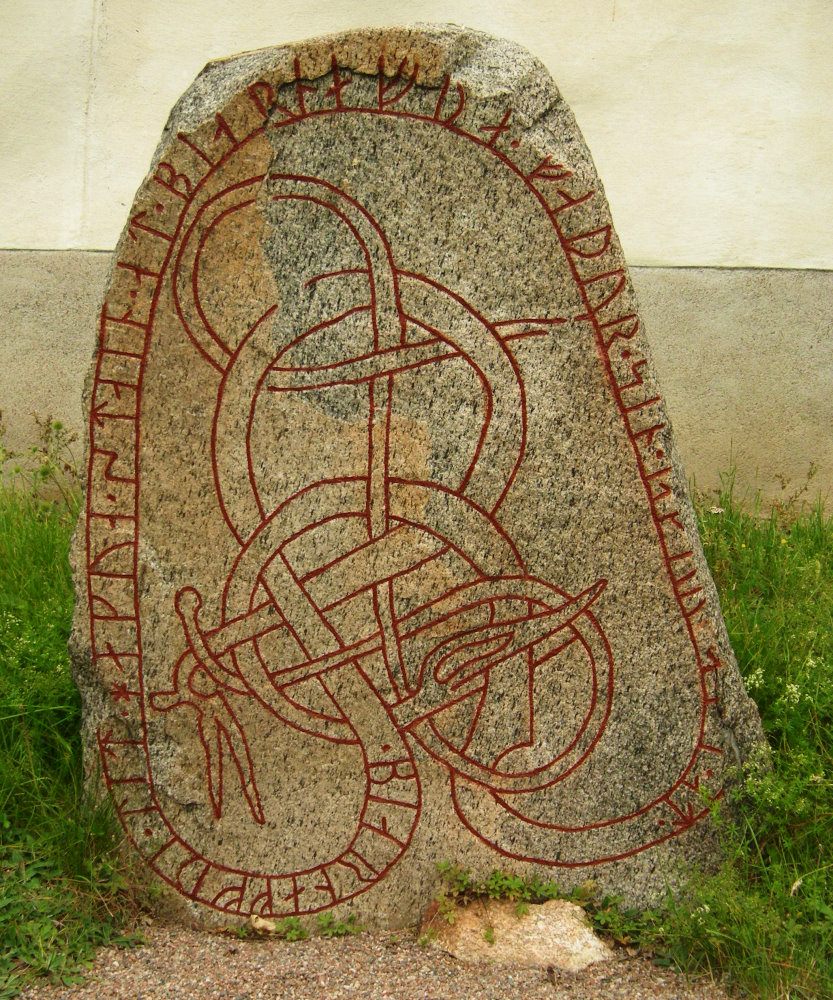
Upplands runinskrifter 1045 vid Björklinge kyrka.

- U 1008, Rasbo kyrka, ursprungligen Västerberga, Rasbo socken
- U 1009, Yrsta, Rasbo socken
- U 1010, Årsta, Rasbo socken
- U 1011, i Universitetsparken, Uppsala, ursprungligen Örby, Rasbo socken
- U 1012, i Rasbokils kyrka, Rasbokils socken
- U 1013, i Ärentuna kyrka, Ärentuna socken
- U 1014, i Ärentuna kyrka, Ärentuna socken
- U 1015, i Ärentuna kyrka, Ärentuna socken
- U 1016, Fjuckby, Ärentuna socken
- U 1017, Fjuckby, Ärentuna socken
- U 1018, Kolje, Ärentuna socken
- U 1019, Kyrsta, Ärentuna socken
- U 1020, Kyrsta, Ärentuna socken
- U 1021, Nederbacka, Ärentuna socken
- U 1022, Storvreta, Ärentuna socken
- U 1023, Vallby, Ärentuna socken, försvunnen
- U 1024, Vaxmyra, Ärentuna socken
- U 1025, Vaxmyra, Ärentuna socken, försvunnen
- U 1026, vid Lena kyrka, Lena socken
- U 1027, vid Lena kyrka, Lena socken
- U 1028, vid Lena kyrka, Lena socken
- U 1029, vid Lena kyrka, Lena socken
- U 1030, Björnhammar, Lena socken, försvunnen runsten
- U 1031, Hånsta, Lena socken
- U 1032, Ånge, Lena socken
- U 1033, Årby, Lena socken
- U 1034, Tensta kyrka, Tensta socken
- U 1035, Tensta kyrka, Tensta socken
- U 1036, Tensta kyrka, Tensta socken
- U 1037, Tensta kyrka, Tensta socken
- U 1038, Altomta, Tensta socken
- U 1039, Bräcksta, Tensta socken
- U 1040, Fasma, Tensta socken
- U 1041, Golvasta, Tensta socken
- U 1042, Källbo, Lugnet, Tensta socken
- U 1043, Onslunda, Tensta socken, öster om  Björklinge
- U 1044, Onslunda, Tensta socken, nu i Tensta kyrka
- U 1045, Björklinge kyrka, Björklinge socken
- U 1046, vid Björklinge kyrka, Björklinge socken
- U 1047, vid Björklinge kyrka, Björklinge socken
- U 1048, vid Björklinge kyrka, Björklinge socken
- U 1049, i Björklinge kyrka, Björklinge socken
- U 1050, vid Björklinge kyrka, Björklinge socken
- U 1051, vid Prästgården, Björklinge socken
- U 1052, Axlunda, Björklinge socken
- U 1053, Hammarby, Björklinge socken
- U 1054, Lund, Björklinge socken
- U 1055, Ramsjö, Björklinge socken, försvunnen bildsten
- U 1056, Ramsjö, Björklinge socken
- U 1057, Sandbro, Björklinge socken
- U 1058, Sandbro, Björklinge socken, försvunnen runsten
- U 1059, Såpebo, Möboda, Björklinge socken
- U 1060, Tibble, Björklinge
- U 1061, Viksta kyrka, Viksta socken
- U 1062, Dalbodaheden, Viksta socken
- U 1063, Källslätt, Viksta socken
- U 1064, Nyvalla, Viksta socken, försvunnet runstensfragment
- U 1065, Rångsta, Viksta socken
- U 1066, i Åkerby kyrka, Åkerby socken
- U 1067, i Åkerby kyrka, Åkerby socken
- U 1068, i Åkerby kyrka, Åkerby socken
- U 1069, Berga, Åkerby socken
- U 1070, Kroksta, Åkerby socken
- U 1071, mellan Sylta och Söderby, Åkerby socken
- U 1072, Bälinge kyrka, Bälinge socken
- U 1073, Bälinge kyrka, Bälinge socken
- U 1074, Bälinge kyrka, Bälinge socken
- U 1075, Bälinge kyrka, Bälinge socken
- U 1076, Bälinge kyrka, Bälinge socken
- U 1077, Bälinge kyrka, Bälinge socken
- U 1078, Bälinge kyrka, Bälinge socken
- U 1079, Forkarby, Bälinge socken
- U 1080, Forkarby, Bälinge socken
- U 1081, Korsbacken, Forkarby, Bälinge socken
- U 1082, Forkarby, Bälinge socken
- U 1083, Gysta, Bälinge socken, försvunnen runsten
- U 1084, Hämringe, Bälinge socken
- U 1085, Högsta, Bälinge socken
- U 1086, Högsta, Bälinge socken
- U 1087, Lövsta, Bälinge socken
- U 1088, Lövsta, Bälinge socken
- U 1089, Marsta, Bälinge socken
- U 1090, Marsta, Bälinge socken
- U 1091, Målsta, Bälinge socken
- U 1092, Nyvla, Bälinge socken, runsten
- U 1093, Nyvla, Bälinge socken, runsten
- U 1094, Rosta bro, Bälinge socken
- U 1095, Rörby, Bälinge socken
- U 1096, Rörby, Bälinge socken
- U 1097, Sundbro, Bälinge socken
- U 1098, Sundbro, Bälinge socken
- U 1099, Sundbro, Bälinge socken

## U 1100-U 1181
- U 1100, Sundbro, Bälinge socken

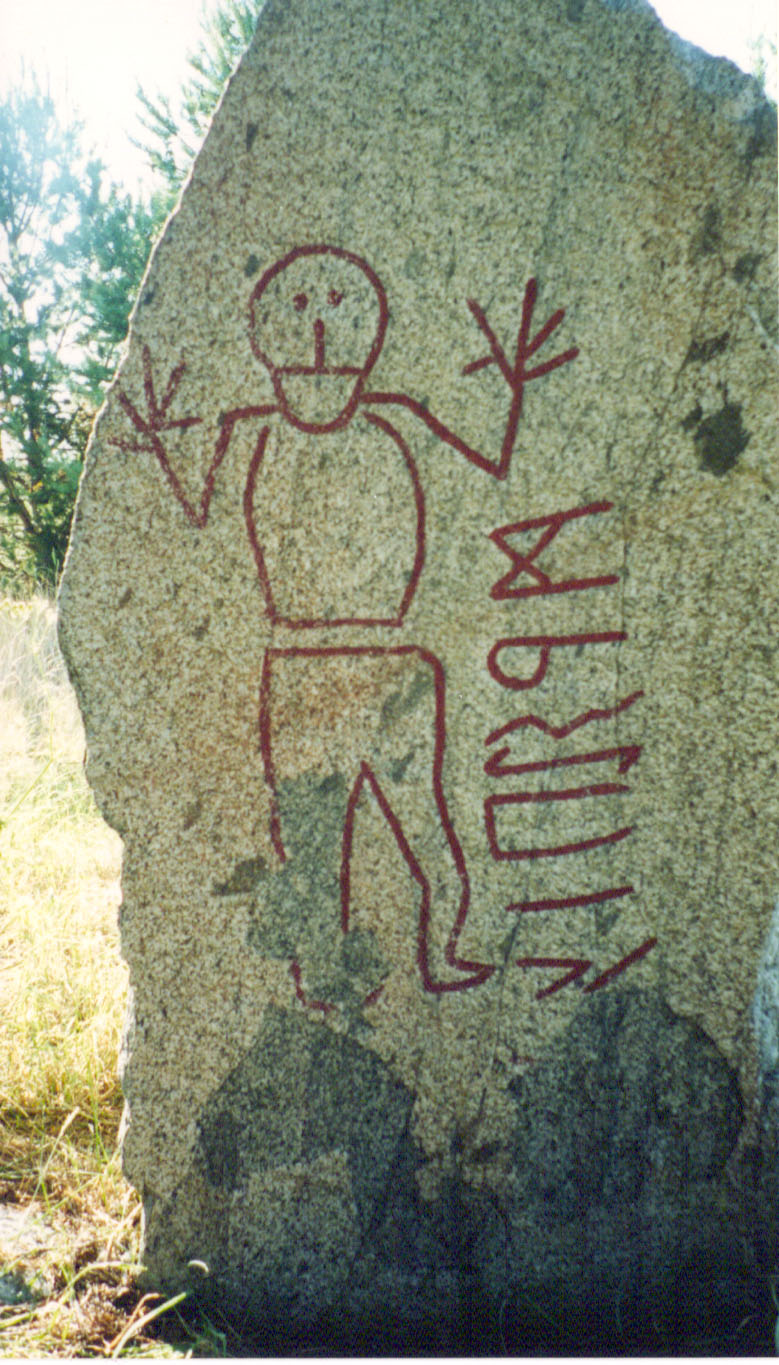
Upplands runinskrifter 1125, Krogstastenen, som restes på 500-talet.

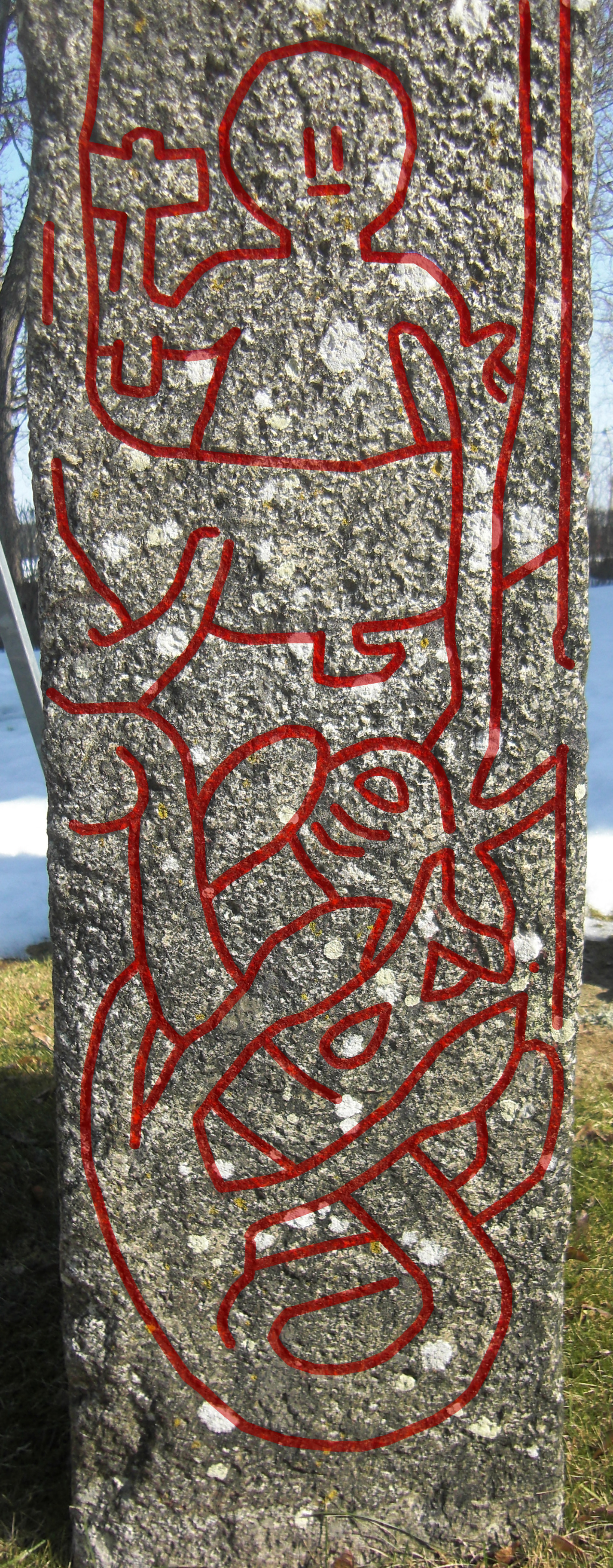
Upplands runinskrifter 1161, Altunastenen, vid Altuna kyrka.

- U 1101, Sundbro, Bälinge socken, försvunnet runstensfragment
- U 1102, Svista, Bälinge socken, försvunnen runsten
- U 1103, Svista, Bälinge socken, försvunnet ristat stenblock
- U 1104, Tuna, Bälinge socken
- U 1105, Åloppe, Bälinge socken, försvunnen runsten
- U 1106, Äskelunda, Bälinge socken
- U 1107, Äskelunda, Bälinge socken
- U 1108, Skuttunge kyrka, Skuttunge socken
- U 1109, Skuttunge kyrka, Skuttunge socken
- U 1110, Broddbo, Skuttunge socken
- U 1111, Eke, Skuttunge socken
- U 1112, Grävsta, Skuttunge socken, försvunnen ristad sten
- U 1113, Häggeby, Skuttunge socken, nära Björklinge
- U 1114, Myrby, Skuttunge socken, försvunnen runsten
- U 1115, Norrby, Skuttunge socken, försvunnen runsten
- U 1116, Skuttunge by, Skuttunge socken, försvunnen runsten
- U 1117, Vigle, Skuttunge socken
- U 1118, Örke, Skuttunge socken, söder om Björklinge
- U 1119, tidigare vid Örke, Skuttunge socken, söder om Björklinge, nu fragment i Högsta bro, Bälinge socken
- U 1120, Örke, Skuttunge socken, söder om Björklinge, försvunnen runsten
- U 1121, Örke, Skuttunge socken, söder om Björklinge
- U 1122, Stavby kyrka
- U 1123, Tuna kyrka, Tuna socken
- U 1124, Tuna kyrka, Tuna socken
- U 1125, Krogsta, Tuna socken,  Krogstastenen, urnordisk runsten
- U 1126, Alunda kyrka, Alunda socken
- U 1127, Alunda kyrka, Alunda socken
- U 1128, Alunda kyrka, Alunda socken
- U 1129, Alunda kyrka, Alunda socken, försvunnen
- U 1130, Klevs by, Alunda socken, försvunnen
- U 1131, Långörns by, Alunda socken, försvunnen
- U 1132, Skäfthammars by, Gimo, Skäfthammars socken
- U 1133, Norrby by, Morkarla socken försvunnen
- U 1134, Söderby by, Morkarla socken, fragment
- U 1135, Ackarby, Dannemora socken
- U 1136, Gubbo, Films socken
- U 1137, Skärplinge, Österlövsta socken
- U 1138, Hållen, Hållnäs socken
- U 1139, Ängvreta, Hållnäs socken
- U 1140, Burunge, Vendels socken
- U 1141, Gryttby, Vendels socken
- U 1142, Åbyggeby, Vendels socken
- U 1143, Tierps kyrka, Tierps socken
- U 1144, Tierps kyrka, Tierps socken
- U 1145, Yttrö, Tierps socken
- U 1146, Gillberga, Tolfta socken
- U 1147, Västlands kyrka
- U 1148, Älvkarleby kyrka, Älvkarleby socken, försvunnen runsten
- U 1149, Flerång, Älvkarleby socken
- U 1150, Gårdsskär, Älvkarleby socken
- U 1151, Brunnby, Frösthults socken
- U 1152, Brunnby, Frösthults socken
- U 1153, Bärby, Simtuna socken, försvunnen runsten
- U 1154, Forsby, Simtuna socken
- U 1155, Hjälteberga, Simtuna socken
- U 1156, Hjälteberga, Simtuna socken
- U 1157, Isby, Simtuna socken
- U 1158, Stora Salfors, Simtuna socken
- U 1159, Skensta, Simtuna socken
- U 1160, Ändersta, Simtuna socken
- U 1161, Altunastenen, Altuna kyrka
- U 1162, Buska, Altuna socken
- U 1163, Drävle, Altuna socken
- U 1164, Runhällen, Västerlövsta socken
- U 1165, Rotbrunna, Härnevi socken
- U 1166, Prästgården, Torstuna socken, försvunnet runstensfragment
- U 1167, Ekeby gård, Torstuna socken
- U 1168, Österunda kyrka
- U 1169, Österunda kyrka
- U 1170, Vittinge kyrka, Vittinge socken
- U 1171, Axsjö skog, Vittinge socken
- U 1172, Holm, Vittinge socken
- U 1173, tidigare i lilla Ramsjö, Vittinge socken, nu i Skottland
- U 1174, Stora Ramsjö, Vittinge socken
- U 1175, Stora Ramsjö, Vittinge socken
- U 1176, Huddunge by, Huddunge socken
- U 1177, Hässelby by, Harbo socken
- U 1178, i Östervåla kyrka, Östervåla socken
- U 1179, Svingbolsta, Östervåla socken, försvunnen
- U 1180, Åby by, Östervåla socken
- U 1181, Lilla Runhällen, Nora socken

## Övriga

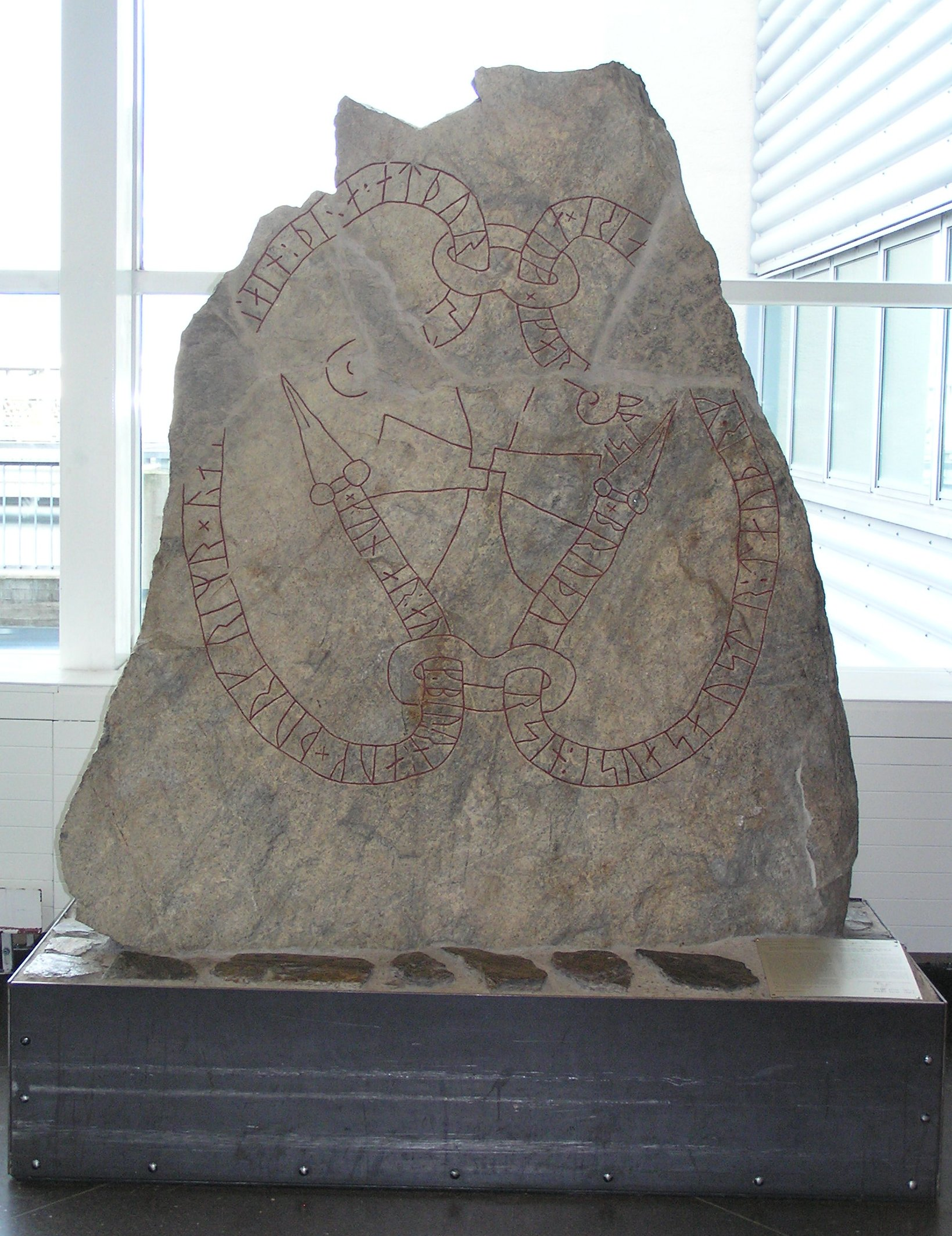
Upplands runinskrifter Fv1992;157, en av de så kallade Ingvarsstenarna, som finns på Terminal 2 på Arlanda.

- U ATA2336/69, Boo gård, Nacka kommun, fragment
- U ATA322-4042-2009, Vallentuna kyrka, Vallentuna socken, Vallentuna kommun, fragment
- U ATA423-4018-1999, Valnäs, Österlövsta socken
- U ATA4027/61, en del av U 63 inmurat på utsidan av Spånga kyrka
- U ATA5734/59, Skånela kyrka, Skånela socken
- U ATA5735/59, Eds kyrka, Eds socken
- U ATA5923/69, Lunda kyrka, Lunda socken, runstensfragment
- U ATA6243/65, Gånsta, Vårfrukyrka socken, Enköpings stad
- U ATA7269/60A, Eds kyrka, Eds socken
- U ATA7269/60B, Klockargården, Eds socken
- U ATA7269/60C, Eds kyrka, Eds socken
- U ATA7269/60D, Eds kyrka, Eds socken
- U ATA7269/60E, Klockargården, Eds socken
- U ATA7269/60F, Klockargården, Eds socken
- U ATA7269/60G, Eds kyrka, Eds socken
- U ATA7269/60H, Eds kyrka, Eds socken
- U Fv1912;8, Sigtunadosan, Sigtuna, Sigtuna socken, Sigtuna kommun, koppardosa, nu i SHM
- U Fv1913;276, bryne, Birka, Adelsö socken och Ekerö kommun
- U Fv1921(2);14, Birka, Adelsö socken och Ekerö kommun
- U Fv1933;134, runristat kopparbleck, Sigtuna
- U Fv1946;258, Fällbro, Täby socken, Täby kommun, runhäll
- U Fv1948;168, Alsike kyrka, Knivsta, Alsike socken, runsten
- U Fv1953;263, Kummelby kyrka, Sollentuna kommun
- U Fv1953;266, Spånga kyrka, Spånga socken
- U Fv1953;268, Spånga kyrka, Spånga socken
- U Fv1953;270, Skånela kyrka, Skånela socken, runstensfragment
- U Fv1953;272, Skånela kyrka, Skånela socken, runstensfragment
- U Fv1953;274, Skånela kyrka, Skånela socken, runstensfragment
- U Fv1954;4, Vallentuna prästgård, Vallentuna socken och Vallentuna kommun
- U Fv1955;216, Billby soldattorp, Sankt Pers socken, Ärlinghundra härad, Sigtuna
- U Fv1955;219, Rydbylund, Kungs-Husby socken och Enköpings kommun
- U Fv1955;222, Långtora kyrka, Långtora socken, Enköpings kommun
- U Fv1958;250, Sankt Lars kyrkoruin, Sigtuna
- U Fv1959;98, medeltida brudstol i Gamla Uppsala kyrka, Uppsala kommun
- U Fv1959;188, Hammarby, vid Löwenströmska lasarettet i Upplands Väsby
- U Fv1959;196, Hammarby kyrka, Hammarby socken, gravkista
- U Fv1959;250, Sollentuna kyrka, Sollentuna socken och Sollentuna kommun.
- U Fv1959;255, Fresta kyrka, Fresta socken och Upplands Väsby kommun
- U Fv1959;256, Fresta kyrka, Fresta socken och Upplands Väsby kommun
- U Fv1959;259, Ekerö prästgård, Ekerö socken och Ekerö kommun
- U Fv1959;260, Österlisa, Länna socken och Norrtälje kommun
- U Fv1967;262A, Klockargården, Eds socken och Upplands-Väsby kommun
- U Fv1967;262B, Eds kyrkogård, Eds socken och Upplands-Väsby kommun
- U Fv1967;265, Västra Libby, Husby-Sjuhundra socken, Norrtälje kommun, runstensfragment
- U Fv1968;276, Flasta mur, Skoklosters socken och Håbo kommun
- U Fv1968;278A, Flasta mur, Skoklosters socken och Håbo kommun
- U Fv1968;278B, Flasta mur, Skoklosters socken och Håbo kommun
- U Fv1968;279A, Flasta mur, Skoklosters socken och Håbo kommun, runstensfragment
- U Fv1968;279B, Sollentuna kyrka, Sollentuna socken, Sollentuna kommun, runstensfragment
- U Fv1969;210, bleck av koppar i Veddesta, Järfälla socken och Järfälla kommun
- U Fv1969;304A, kvarteret S:t Per, Uppsala och Uppsala kommun, runstensfragment
- U Fv1969;304B, kvarteret S:t Per, Uppsala och Uppsala kommun, runstensfragment
- U Fv1969;305, Yttergrans kyrka, Yttergrans socken och Håbo kommun, runstensfragment
- U Fv1971;209, Lilla Söderby, Lunda socken och Sigtuna kommun, runstensfragment
- U Fv1971;211A, Vada kyrka, Vada socken och Vallentuna kommun, runstensfragment
- U Fv1971;211B, Vada kyrka, Vada socken och Vallentuna kommun, runstensfragment
- U Fv1971;212A, Vada by, Vada socken och Vallentuna kommun, runstensfragment
- U Fv1971;212B, Vada kyrka, Vada socken och Vallentuna kommun, runstensfragment
- U Fv1971;213A, Össeby kyrkoruin, Össeby-Garns socken och Vallentuna kommun, runstensfragment
- U Fv1971;213B, Hammarby kyrka, Hammarby socken och Upplands Väsby kommun
- U Fv1972;172, fornslingan vid Gunnes gård, Upplands Väsby, runsten
- U Fv1972;271, Klosterparken, Uppsala, runsten
- U Fv1972;272, Össeby kyrkoruin, Össeby-Garns socken och Vallentuna kommun, runstensfragment
- U Fv1972;274A, Össeby kyrkoruin, Össeby-Garns socken och Vallentuna kommun, runstensfragment
- U Fv1972;274B, Össeby kyrkoruin, Össeby-Garns socken och Vallentuna kommun, runstensfragment
- U Fv1972;274C, Össeby kyrkoruin, Össeby-Garns socken och Vallentuna kommun, runstensfragment
- U Fv1972;274D, Össeby kyrkoruin, Össeby-Garns socken och Vallentuna kommun, runstensfragment
- U Fv1973;146, Skinna, Tillinge socken och Enköpings kommun
- U Fv1973;191, Bro kyrka, Bro socken och Upplands-Bro kommun
- U Fv1973;194, Uppsala domkyrka, Uppsala och Uppsala kommun
- U Fv1973;197A, Uppsala domkyrka, Uppsala och Uppsala kommun
- U Fv1973;197B, Uppsala domkyrka, Uppsala och Uppsala kommun, ristat ben
- U Fv1973;198A, kv. Rådhuset 2-3, Uppsala och Uppsala kommun, ristat ben
- U Fv1973;198B, kv. Rådhuset 2-3, Uppsala och Uppsala kommun, runstensfragment
- U Fv1973;198C, fragment, en del av U 941
- U Fv1973;198D, kv. Torget, Uppsala och Uppsala kommun, runstensfragment
- U Fv1973;199, Heby, Västerlövsta socken och Heby kommun, runstensfragment
- U Fv1974;203, Åby, Björklinge socken och Uppsala kommun, runstensfragment
- U Fv1974;212, fragment funnet 1971 som tidigare ansågs tillhöra U 397
- U Fv1975;168, Skolhuset, Balingsta socken och Uppsala kommun
- U Fv1975;169, Borresta, Orkesta socken
- U Fv1976;104, Uppsala domkyrka, runsten
- U Fv1976;107, Uppsala domkyrka, runsten
- U Fv1976;108, Tibble, Vassunda socken, Knivsta kommun
- U Fv1979;243A, Husby-Sjuhundra kyrka, Husby-Sjuhundra socken och Norrtälje kommun
- U Fv1979;243B, Husby-Sjuhundra kyrka, Husby-Sjuhundra socken och Norrtälje kommun
- U Fv1979;244B, Stora Ullentuna, Skepptuna socken och Sigtuna kommun
- U Fv1979;245, Skånela kyrka, Skånela socken, runstensfragment
- U Fv1983;228, Bärmö, Sankt Pers socken
- U Fv1986;84, Bo gård, Lidingö
- U Fv1988;243,  runsten som hittades på Akademiska sjukhusets område 1959. Står nu utanför Upplandsmuseet.
- U Fv1990;32B, Ärnevi, Gunsta, Funbo socken, runsten
- U Fv1990;42, kvarteret Trädgårdsmästaren 9-10, Sigtuna, runstensfragment
- U Fv1992;156 runsten
- U Fv1992;157, nu i Terminal 2, Arlanda flygplats, runsten
- U Fv1992;159A, inmurad i Gernerska gravkorets norra sida, Sigtuna, Sigtuna socken
- U Fv1993;233, Hammarby, Upplands Väsby
- U Fv1993;235, Torsvi socken, runstensfragment
- U Fv2009;312, försvunnen runsten, Näle, Mellangården, Vallentuna socken och Vallentuna kommun
- U Fv2012;59, försvunnet runstensfragment, Gamla Uppsala kyrka, Uppsala kommun
- U Fv2012;60, försvunnet runstensfragment, Vaksala kyrka, Uppsala kommun
- U NOR1994;26A, amulett av brons i Alsnö hus, Adelsö socken och Ekerö kommun
- U NOR1994;26B, amulett av bly i Uppsala
- U NOR1995;19, fragment, del av U 941
- U NOR1996;17A, mynt eller myntliknande föremål, Sigtuna
- U NOR1996;17B, ristat ben i Sigtuna
- U NOR1996;17C, Långgränd, Sigtuna och Sigtuna kommun, ristat ben
- U NOR1996;17D, kv. Professorn 2, Sigtuna och Sigtuna kommun, ristat ben
- U NOR1997;27A, runstensfragment vid Ulva kvarn, påträffades 1995 i gamla sågrännan. Sju runor är bevarade men inget helt ord kan utläsas.
- U NOR1998;27A, Spånga kyrka, runstensfragment
- U NOR2000;37, kvarteret Tryckaren, Sigtuna, Sigtuna socken
- U NOR2003;22, kvarteret Professorn 4, Sigtuna och Sigtuna kommun, ristat ben
- U NOR2003;23, Skesta, Vada socken, runsten
- U RR1987;134, Granby, Spånga socken och Stockholms kommun
- U SD2013;24, hittad i Odensala kyrkas bogårdsmur, fragment
- U SHM28883:54, "Flasta mur", Skoklosters socken och Håbo kommun, runstensfragment
- U SHM34526:735, kvarteret Rådhuset 2-3, Uppsala, Uppsala kommun, ristat ben
- U SHM5664, Järnbrogatan, Uppsala, Uppsala kommun, ristad kam